# 山陽本線
山陽本線（さんようほんせん）は、兵庫県神戸市中央区の神戸駅から福岡県北九州市門司区の門司駅までを瀬戸内海に沿って結ぶJRの鉄道路線（幹線）である。本線のほか、通称「和田岬線」と呼ばれる兵庫駅 - 和田岬駅間の支線を持つ。神戸駅 - 下関駅間と和田岬線は西日本旅客鉄道（JR西日本）、下関駅 - 門司駅間は九州旅客鉄道（JR九州）の管轄となっている。
なお、広義では山陽新幹線の新神戸駅から小倉駅までの区間も山陽本線に含める場合があるが、本項目では在来線としての山陽本線全般の概要や沿革などについて記す。新幹線については「山陽新幹線」を、また在来線のうち神戸駅 - 姫路駅間については「JR神戸線」も参照。

## 概要
神戸駅を終点とする東海道本線を西に延長する形で、神戸から姫路・岡山・福山・広島・下関などの兵庫県南部から山陽地方の瀬戸内海沿いの各主要都市を経由し、北九州の門司に至る路線である。東海道本線とともに本州の大動脈としての役割を担っており、普通・快速・新快速・特急・貨物列車が東海道本線と直通運転していることから「東海道・山陽本線」とまとめて呼ばれることが多い。門司駅からは鹿児島本線に直通して北九州市の中心駅である小倉駅方面に至る。
かつては東京や京阪神（関西）と中国地方・九州を結ぶ長距離旅客列車が運行されていたが、山陽新幹線の開業後は長距離旅客輸送の役割を同新幹線に譲り、並行する山陽本線の旅客輸送は地域輸送中心の体制に移行している。全線を走行する定期旅客列車は現在、存在せず、倉敷駅 - 門司駅間には特急列車は走行していない。一方、日本貨物鉄道（JR貨物）による貨物列車は全区間で運行されており、ほとんどの貨物列車が東海道本線と直通運転している。
神戸駅 - 姫路駅間には、直通している東海道本線の大阪駅 - 神戸駅間とともに「JR神戸線」の愛称がつけられている。大阪駅 - 姫路駅間は阪神間および兵庫県南部（播磨地域）の都市間を結ぶ主要路線であるJR神戸線として一体的な運行がなされ、12両編成の新快速が高速・高頻度運転を行なっている。JR神戸線区間は基本的に姫路駅以西とは大きく運行形態が異なる。また、神戸駅 - 相生駅間と和田岬線が旅客営業規則の定める「大阪近郊区間」、神戸駅 - 網干駅間が「電車特定区間」に含まれる。神戸駅 - 西明石駅間は、東海道本線（琵琶湖線）の草津駅（滋賀県草津市）から続く複々線となっており、草津駅 - 西明石駅間の複々線の距離は120.9 kmと日本最長である。複々線区間では主に新快速と特急・貨物列車が列車線を、快速列車と普通電車が電車線を走行する。
中国地方の広島エリアの区間にある「瀬野八」と呼ばれる瀬野駅 - 八本松駅間は、22.6‰の勾配と半径300mの急曲線が散在しているため、スピードアップの大きな障害となっている（沿線風景の三原駅 - 広島駅間も参照）。
神戸駅 - 下関駅間と和田岬線のJR西日本区間全線がIC乗車カード「ICOCA」の利用エリア、下関駅 - 門司駅間がJR九州のIC乗車カード「SUGOCA」の利用エリア（福岡・佐賀・熊本・大分エリア）となっている。ただし、ICOCA定期券を除いてICOCAエリアとSUGOCAエリアとをIC乗車カードでまたがって利用することはできない。
ラインカラーは、JR神戸線区間にはJR西日本のコーポレートカラーである「青」が設定されており、姫路駅以西には特に設定されていなかったが、公式サイトの近畿エリア路線図には、姫路駅 - 上郡駅間もJR神戸線と同じ青で表現されていた。岡山支社では「緑」、広島支社では「青」が、それぞれ自支社独自のラインカラーに設定されていたが、2014年度から路線記号の導入に合わせて広島支社エリアでもJR西日本としての公式なラインカラーが設定されることになり、ラインカラーと路線記号として、神戸駅 - 上郡駅間に青（■） A 、白市駅（後に糸崎駅まで延長） - 広島駅間に緑（■） G 、広島駅 - 岩国駅間に赤（■） R がそれぞれ設定された。このうち、海田市駅 - 広島駅間は呉線の列車が乗り入れるため、重複して黄（■） Y が、広島駅 - 横川駅間は可部線の列車が乗り入れるため、重複して青（■） B が付与されている。
2016年3月26日からは岡山支社エリアでもラインカラーと路線記号として、三石駅 - 岡山駅間（既存の「A」区間との境界は上郡駅）に黄緑（■） S 、岡山駅 - 福山駅間に橙（■） W 、福山駅 - 糸崎駅間に空色（■） X がそれぞれ設定された。 このうち、東岡山駅 - 岡山駅間は赤穂線の列車が乗り入れるため、重複して赤（■） N が、岡山駅 - 倉敷駅間は伯備線の列車が乗り入れるため、重複して緑（■） V が付与されている。
なお、このダイヤ改正後に更新された公式サイトの全域路線図や、岡山支社管内で運賃表を路線記号入りに更新した駅や、2017年3月に案内表示の更新が開始された糸崎駅では、既存の「G」区間についても三原駅 - 白市駅間が包含され、三原駅 - 広島駅間（「X」区間との境界は糸崎駅）を設定範囲としており、「R」区間は広島地区導入段階から南岩国駅も含まれている。ただし、これらの三原駅 - 入野駅の各駅構内の旅客案内では白市駅 - 岩国駅の各駅とは異なり、路線記号のアルファベットを抜いたカラーのみのシンボルを用いている。
岩国駅 - 下関駅間については2018年8月現在で路線記号導入の予定はない一方で、公式サイトの広島エリアの路線図では2016年度の時点で岩国以東の延長の形で赤で表現されていたが、2017年3月の可部線の延伸に合わせて路線記号制定前に使用していた青（■）による案内に戻された。この時点では当該区間の駅構内の旅客案内で赤と青が混在（いずれの場合もアルファベット無し）していたが、2018年3月のダイヤ改正までには青に統一されたほか、岩国駅については新駅舎供用と同時に区間のカラーを区別するようになった。
JR九州区間においても2018年9月からラインカラー・駅ナンバリングが設定されており、鹿児島本線（吉塚 - 門司港間）と共通のラインカラー赤（■）、路線記号JAを使うが、ナンバリングは鹿児島本線と独立して設定してあり、小倉駅をJA51として下関駅へ向けて増加する。
支社および鉄道部の管轄は以下のように分かれている。
- 神戸駅 - 上郡駅間、兵庫駅 - 和田岬駅間 …JR西日本近畿統括本部
- 上郡駅（構内除く）- 下関駅間 …JR西日本中国統括本部
- 下関駅（構内除く）- 門司駅間 …JR九州本社鉄道事業本部

## 路線データ
- 管轄・路線距離（営業キロ）：全長537.1 km（支線を除いた神戸駅 - 門司駅間は534.4 km）
  - 西日本旅客鉄道（第一種鉄道事業者）
    - 神戸駅 - 下関駅間 528.1 km[1]
    - 兵庫駅 - 和田岬駅間 2.7 km[1] （和田岬線）

  - 九州旅客鉄道（第一種鉄道事業者）
    - 下関駅 - 門司駅間 6.3 km[4]

  - 日本貨物鉄道（第二種鉄道事業者）
    - 神戸駅 - 北九州貨物ターミナル駅間 (534.4 km)[2]
- 軌間：1067mm
- 規格：
  - 神戸駅 - 下関駅間 甲線
  - 兵庫駅 - 和田岬駅間 不明
  - 下関駅 - 門司駅間 甲線
- 駅数：131（起終点駅含む）
  - 旅客駅：127
    - JR西日本：126
    - JR九州：1（下関駅を除く）
      - 山陽本線所属の旅客駅に限定した場合、東海道本線所属の神戸駅と鹿児島本線所属の門司駅[18] が除外され、125駅となる[注釈 4]。

  - 貨物駅：4（旅客併設駅除く）
- 複線区間：
  - 複々線：
    - 神戸駅 - 西明石駅間 22.8 km
    - 海田市駅 - 広島駅間 6.4 km

  - 複線：
    - 西明石駅 - 海田市駅間 275.5 km
    - 広島駅 - 門司駅間 229.7 km（下関駅 - 門司駅間は単線並列）

  - 単線：兵庫駅 - 和田岬駅間
- 電化区間：全線（直流1500V、門司駅構内のみ交流20,000V・60 Hz）
- 閉塞方式：自動閉塞式[5]
- 保安装置
  - 神戸駅 - 上郡駅間：ATS-P（拠点P方式）およびATS-SW
  - 白市駅 - 岩国駅間：D-TAS及びATS-SW
  - 上郡駅 - 白市駅間、岩国駅 - 下関駅間、兵庫駅 - 和田岬駅間：ATS-SW
  - 下関駅 - 門司駅間：ATS-SK
- 最高速度：
  - 神戸駅 - 姫路駅間 130 km/h（西明石駅 - 兵庫駅間の電車線は120km/h）
  - 姫路駅 - 下関駅間 120 km/h
  - 下関駅 - 門司駅間 95km/h[19]
  - 兵庫駅 - 和田岬駅間 85 km/h
- 運転指令所：
  - 神戸駅 - 上郡駅間 近畿総合指令所大阪指令所
  - 上郡駅 - 糸崎駅間 中国総合指令所岡山指令所
  - 糸崎駅 - 下関駅間 中国総合指令所広島指令所
  - 下関駅 - 門司駅間 博多総合指令センター
- 列車運行管理システム
  - JR京都・神戸線運行管理システム（神戸駅 - 上郡駅間）
  - 山陽線運行管理システム（上郡駅 - 三原駅間、両駅の構内除く）
- IC乗車カード対応区間
  - ICOCAエリア ： 
    - 神戸駅 - 下関駅間 （神戸駅 - 相生駅は、PiTaPaポストペイサービス対象区間）
    - 兵庫駅 - 和田岬駅間 （PiTaPaポストペイサービス対象区間）

  - SUGOCA福岡・佐賀・熊本・大分エリア：
    - 下関駅 - 門司駅間

上記の営業キロ数は柳井駅経由のものである。岩国駅 - 櫛ケ浜駅間を通過する場合の運賃・料金は最短経路である岩徳線経由として計算する（経路特定区間）。岩徳線の岩国駅 - 櫛ケ浜駅間は営業キロ43.7 km、換算キロ48.1 kmなので、神戸駅 - 門司駅間の運賃・料金計算に用いる営業キロは512.7 km、運賃計算キロは517.1 kmとなる。

## 沿線概況
須磨駅 - 塩屋駅間、東尾道駅 - 三原駅間、宮島口駅近辺、岩国駅以西の山口県内では、瀬戸内海が車窓に迫る。最後は下関駅の先で海の下に潜って、再び地上に出るとそこは九州である。

### 神戸駅 - 姫路駅間
山陽本線の起点でもあり、東海道本線の終点でもある神戸駅は、3面5線の構造になっており、上り線は2面3線の構造になっている。東海道本線から途切れることなくほとんどの列車が直通運転を行っている。神戸駅を出ると、東海道本線から引き続き方向別複々線で西へ進み、しばらくビル街のまん中を貫くように走る。次の兵庫駅では和田岬駅へ向かう支線の通称「和田岬線」が接続する。和田岬線は、工場地帯の通勤線であり、平日でも朝夕の時間帯しか運行されていない。ホームも1面1線の単線路線で、兵庫駅 - 和田岬駅間のピストン輸送となっている。
兵庫駅 - 新長田駅間で方向別複々線が終わり、ここから先は線路別複々線となる。列車線が山側、電車線が海側になっており、列車線を新快速などの優等列車と貨物列車が走り、電車線を快速と普通が走っている。兵庫駅から明石駅まで列車線にホームはない。新長田駅は普通しか停車しないが、神戸市営地下鉄西神・山手線、海岸線と連絡している。
神戸貨物ターミナル駅が併設されている鷹取駅を出ると、列車線の上り線が合流して阪神高速3号神戸線を潜る。少し走ると須磨海浜公園駅へ。電車線のみにホームがあり、2面4線の橋上駅舎となっている須磨駅付近では海と山に挟まれた険しい地形の中を山陽電気鉄道本線・国道2号とともに並走する。国道2号が山陽本線を乗り越えて行くと塩屋駅に着く。垂水駅を出ると、舞子駅で明石海峡大橋の下を潜り、明石市に入ってすぐの朝霧駅まで海沿いを走り、やがて日本標準時子午線上にある時計台で知られる明石市立天文科学館を過ぎると、城下町である明石市の中心駅・明石駅である。
この駅は2面4線の構造になっているが、線路別の構造になっているので同一ホーム上での緩急接続はできない。東海道本線の草津駅から続いた複々線は次の西明石駅で終わり、この先は複線となって真っ直ぐ北西方向を向いて走る。住宅やマンションが建て込む明石の市街地を走り、2面4線の大久保駅。さらに真っ直ぐ走り、左手から山陽新幹線が近づいてきて、それを見ながら2面2線の魚住駅。魚住駅を出ると山陽新幹線が左手に離れて行き、線路は真っ直ぐ北西方向に走り、明石市と播磨町に跨る2面3線の土山駅に着く。加古川市に入り、左手に加古川バイパスが並行するのを見て2面3線の東加古川駅、さらに真っ直ぐ北西方向を向いて走り、高架線を駆け上がり加古川の市街地を見て加古川駅に着く。
加古川を出るとすぐに加古川を渡り宝殿駅。この駅は加古川市と高砂市の境にある。姫路バイパスが乗り越えて右にカーブしながら曽根駅。ここまでが高砂市で、この駅を出ると播磨地方の中心都市・姫路市に入る。ひめじ別所駅・姫路貨物駅、御着駅を過ぎると市川を渡り、東姫路駅を過ぎて市街地に入り姫路駅に至る。姫路駅は姫新線・播但線および播州赤穂や上郡・岡山方面との乗り換え駅となっている。また、須磨駅 - 明石駅間で並走し、明石以西では南側の沿岸部に進路をとった山陽電気鉄道本線も、姫路駅北側に所在する山陽姫路駅に乗り入れている。

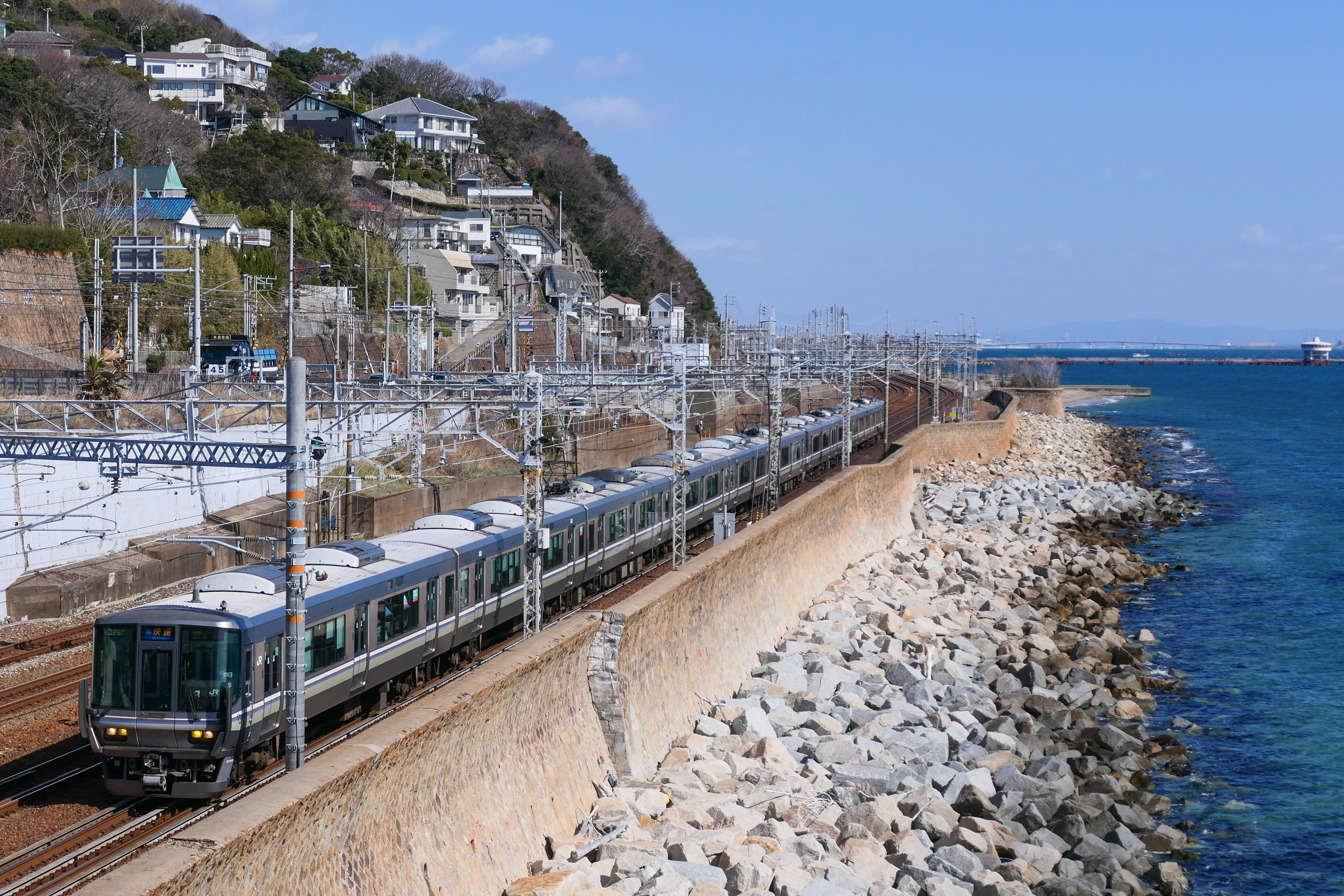
須磨駅 - 塩屋駅間では海岸に接して走行する。
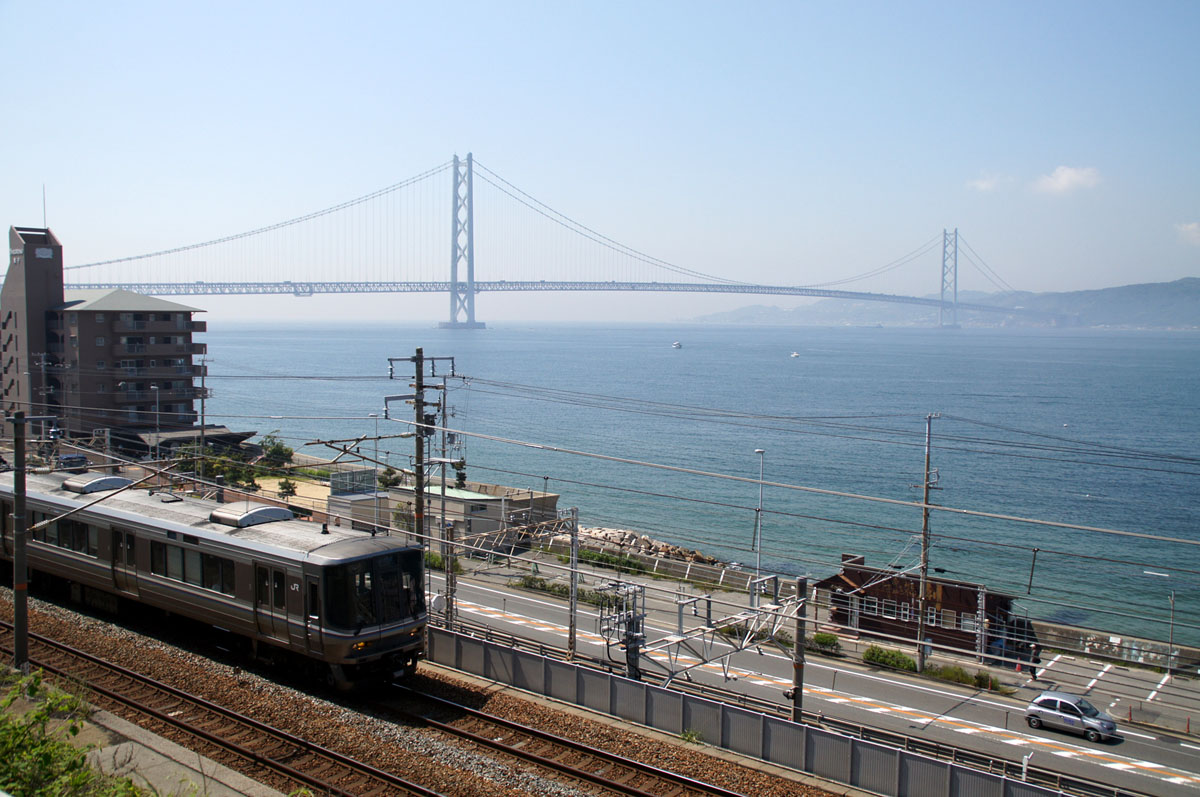
明石海峡大橋を望む舞子駅付近。

### 姫路駅 - 岡山駅間
姫路駅を出ると山陽電鉄本線を跨ぎ、その後は南西方向に真っすぐに進んで山陽新幹線を潜りしばらく姫新線と並行する。姫路バイパスを潜ると英賀保駅。はりま勝原駅を過ぎ、次の網干駅は姫路市の南西端に位置し、岡山方には網干総合車両所が広がっている。網干駅は山陽網干駅と駅名は似るが、約3 km離れており乗り換えには向かない。網干駅を出ると、左手に広大な車両所が広がるのを見て進む。なお、網干総合車両所の所在地は姫路市ではなく太子町である。
車両所が途切れると林田川を渡り、山陽新幹線の高架が見えて、それを潜ると揖保川を渡る。揖保川を渡ってたつの市に入ると竜野駅だが、名称は「たつの」であっても平成の大合併前の龍野市内の駅ですらなかった駅で、たつの市の中心駅は市役所なども近い、姫新線の本竜野駅である。相生市に入って山陽新幹線を潜ると相生駅、左手に単線の赤穂線が分かれていき、山陽本線は右にカーブし、再び山陽新幹線の高架と山陽自動車道を潜って狭い山間を行く。国道2号と並行して進み、赤穂市に入って有年駅。有年駅を出ると右にカーブして進路を北にとる。国道2号とは離れて、国道373号と千種川に沿って進む。しばらくして上郡町に入り、千種川を渡ると、智頭急行線が分岐する上郡駅に到着する。現在は京阪神・岡山から鳥取方面に向かう特急列車は智頭急行線を経由している。
この先、兵庫県と岡山県の県境を有する上郡駅 - 三石駅間は12.8 kmあり、山陽本線では最も長い駅間であり、2024年3月の北陸新幹線延伸に伴う北陸本線（敦賀駅 - 金沢駅間）の第三セクター鉄道への経営移管後は、本区間がJR西日本の在来線で最も駅間が長い区間となっている。同時に、和田岬線に次いで列車本数の少ない区間であり、この区間を通る普通列車は、企画乗車券「青春18きっぷ」の使用可能期間中、京阪神方面と四国・広島・岡山方面を往来する乗客で混雑する場合が多い。そのため、一部の列車で最大6 - 7両編成での運転も行っている。
上郡駅を出て、上下線が智頭急行線の単線の線路を挟んで進み、左にカーブして智頭急行線が高架線の形で、山陽本線上り線を乗り越えて右手に分かれて行く。ここから先は標高は低いものの軽い峠越えであり、山を周り込むように走る。例えば次の駅への最短距離を進むなら南南西の鯰峠に直行せねばならないが、実際の経路は北上して鯰峠を避けて、鯰峠の西の谷を登りながら走る。そして、千種川水系と吉井川水系との分水嶺である船坂峠を船坂トンネルで抜けると岡山県に入る。国道2号と並行して走り、三石駅。次は備前市にある閑谷学校に近い吉永駅。吉永駅を出て、日笠川や金剛川を渡り和気駅。和気を出ると左手に山陽自動車道、右手に吉井川を見ながら進むと熊山駅、吉井川を渡ると岡山市に入り万富駅。万富駅からしばらく西南方向に走ると瀬戸駅で、しばらく南に向かって進み、山陽新幹線の高架を潜って、右にカーブして山陽新幹線に沿って西へ進んで上道駅に着く。東岡山駅で赤穂線と合流して高島駅を過ぎると、百間川を渡り西川原駅。旭川を渡る付近で岡山城が見え始めると、津山線と合流し岡山駅に着く。
岡山駅は津山線のほか、吉備線と宇野線の起点であると同時に、運転系統上は伯備線と赤穂線および瀬戸大橋線の列車も、ほとんどが岡山駅を始発・終着としている。また岡山電気軌道の路面電車との乗り換えも可能である。

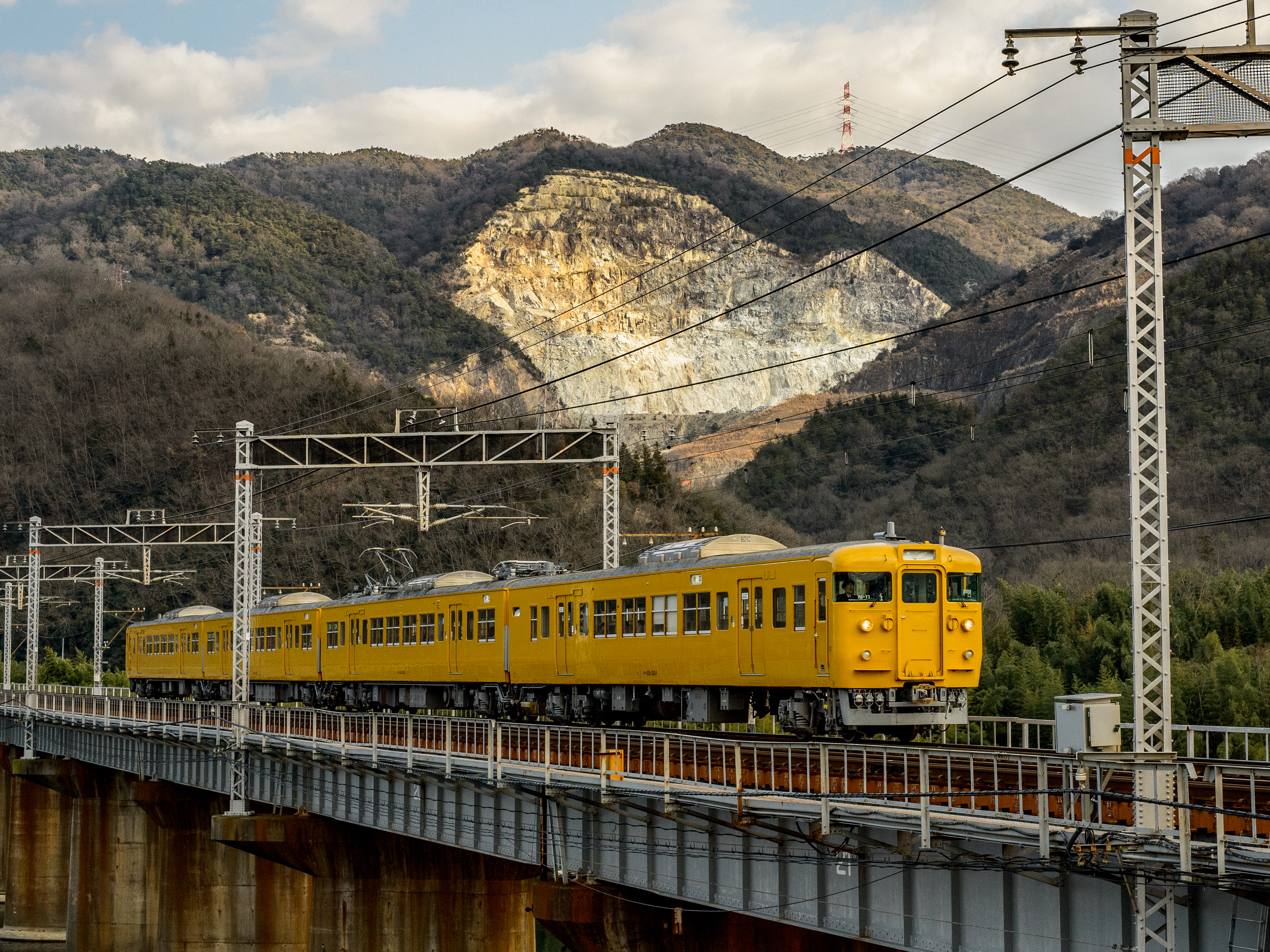
吉井川橋梁を走行する普通列車

### 岡山駅 - 三原駅間
岡山駅を出て、JR貨物岡山機関区、JR西日本岡山電車区といった広大な車両基地を併設した岡山貨物ターミナル駅を過ぎると、北長瀬駅、庭瀬駅を通る。庭瀬駅を出ると家並みが途切れて田畑が目立つようになる。岡山県倉敷スポーツ公園野球場（マスカットスタジアム）の最寄駅でもある中庄駅を経て、右手に山陽自動車道の倉敷ジャンクションが見え、瀬戸中央自動車道を潜る。左にカーブして西南方向を向いて走り、伯備線への下り線が分岐し高架になって山陽本線を乗り越え、3線になってホーム3面5線の倉敷駅へ。
岡山県第二の都市・倉敷市の中心駅である倉敷駅は伯備線が分岐し、駅の南西からは水島臨海鉄道が発着している。周辺には大原美術館や白壁の商家が並ぶ美観地区などの観光名所がある。
次の西阿知駅の先で高梁川を渡ると、白桃や、マスカット、ピオーネなどのブドウの産地である玉島地域を通り、平地や山の斜面に桃畑や葡萄畑が作られているのを見ることができる。再び山陽新幹線が近付いてくると新倉敷駅である。金光教の本部がある金光駅、鴨方駅、里庄駅と、のどかな田園風景がしばらく続く。笠岡市に入って、工場や商業施設が国道2号沿いに立ち並んでいるのを見ながら走り、左手に笠岡港が見えると笠岡駅である。次の大門駅から広島県に入る。
貨物ターミナル併設の東福山駅を過ぎ、3階を新幹線、2階部分を在来線が走行する二重高架区間となり福山城が迫ると広島県東部の拠点都市である福山市の中心駅福山駅に到着する。福山駅は山陽新幹線との乗り換え駅で、福塩線が分岐するほか、井原鉄道の一部列車も乗り入れる。芦田川を渡り市街地をしばらく進むと、周辺の景色は田園地帯になり、山陽新幹線が福山トンネルに入るあたりで備後赤坂駅を経て、1966年まで存在した旧松永市の中心駅・松永駅へ。しばらく宅地化の進む中を走って東尾道駅を過ぎる。
三原駅までは海の見える区間が長く続き、中でも尾道市にある急斜面の石段と伝統的な街並みに、しまなみ海道の橋梁を望む情景は、しばしば観光パンフレットの題材に使われる。
尾道の市街地が途切れて三原市に入る。糸崎港が見えてくると糸崎駅である。糸崎駅は運転上の要衝で、岡山方面や広島方面からの列車が折り返す。次の三原駅では呉線が分岐する。

### 三原駅 - 広島駅間
本郷駅を過ぎるとその後は山岳路線となり、緩やかな上りカーブが連続する。東広島市に入り、椋梨川を渡ると河内駅。駅前には国道432号が通り、駅南側の山の上には広島空港がある。入野駅を過ぎ、白市駅からは広島シティネットワーク区間に入る。この駅から先はしばらく平坦な路盤になり、学生の多い西高屋駅、東広島市の中心地である酒都・西条にあり広島大学への連絡口ともなっている西条駅、2017年に開業した寺家駅を経て、八本松駅へ向かう。
山陽本線は山陽鉄道の時代から、なるべく路線の勾配を抑えることに重点を置いて建設されたが、三原駅以西のルートを決めるにあたり、工費のかかるトンネルを避けつつ、最も経済的な最短経路を選んだ結果、広島県内の八本松駅 - 瀬野駅間に「瀬野八」と呼ばれる22.6‰の急勾配区間が生じた。上り貨物列車は広島貨物ターミナル駅 - 西条駅間で、最後尾に補助機関車（補機）を連結して後押ししてもらっている。

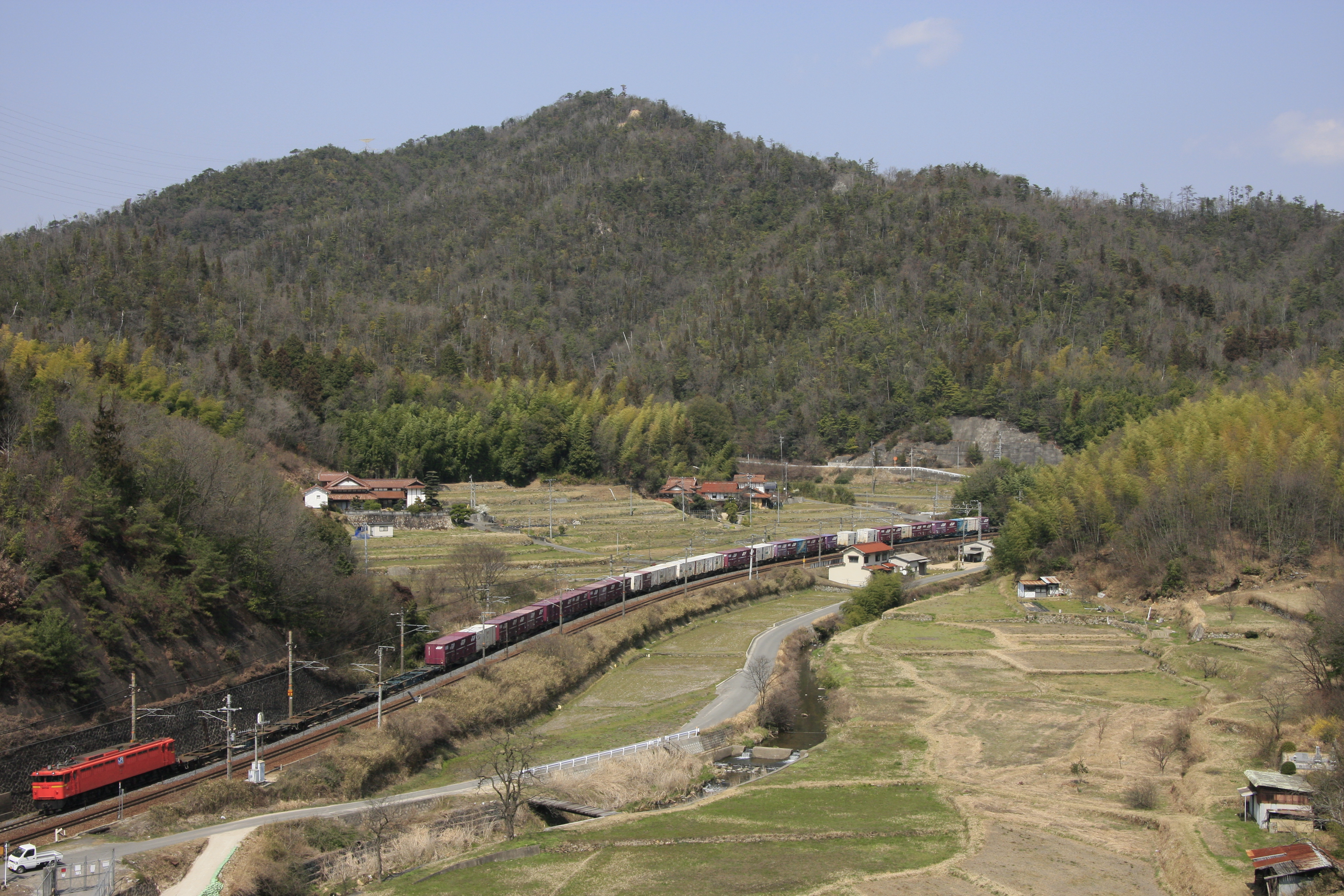
後補機のEF67を連結して「瀬野八」区間を行く貨物列車

瀬野八を下っていき、広島市に入り、瀬野川と国道2号に沿いながら瀬野駅へ。この駅の北にはスカイレールタウンみどり坂という住宅地があり、2024年4月までスカイレールという交通機関が延びていた。瀬野駅の先も広島平野に流れる瀬野川に沿って坂が続き、中野東駅に至る。この辺りから徐々に平地が多くなり、次の安芸中野駅を出る頃には広島平野が広がる。
海田町に入ってすぐ、山陽新幹線を潜り、呉線と合流すると海田市駅。海田市を出るとすぐに再び広島市に入り、呉線の線路を潜りて、複々線となって進む。この先、広島駅までは複々線区間で、旅客列車を外側2線に、貨物列車を内側2線に振り分けることで、広島都市圏の輸送量に対応している。府中町に入って向洋駅。この駅付近にはマツダが本社を構える。再度広島市に入り、天神川駅を通り、芸備線の線路が見えた後、グラウンドが垣間見えるMAZDA Zoom-Zoom スタジアム広島（広島市民球場）の横を通過するとまもなく広島駅に到着する。
広島駅では山陽新幹線のほかに芸備線、運転系統上は可部線や呉線の列車が発着しており、それらと接続している。また駅前からは広島電鉄（広電）が発着しており、紙屋町・八丁堀など広島市中心部へのアクセスとなっている。

### 広島駅 - 岩国駅間
広島駅を出発するとまもなく、2015年に開業した新白島駅に着く。可部線大町駅と共にアストラムラインとの乗換駅として、広島市北部の住宅地や紙屋町・本通など繁華街へ向かう新たなルートの起点として期待される。横川駅で可部線と分岐し、太田川放水路を渡って左にカーブして、山陽新幹線とは別れ南西を向いて太田川放水路沿いに進む。そのまま太田川放水路沿いに進んで西広島駅。ここから先、宮島口駅までは広電と並行する。草津沼田道路を潜りて、広電の商工センター入口駅が併設されている新井口駅で、八幡川を渡ると、広電の広電五日市駅が併設されている五日市駅、廿日市駅、宮内串戸駅を過ぎ、左手に広電、その向こうに国道2号、さらに向こうに海を見て南下していく。国道2号バイパスが乗り越えて海側を走る国道2号と合流し、しばらく走り阿品駅に着く。市街地と郊外の住宅地の風景が続くが、次第に海沿いの区間となり、車窓に世界遺産で日本三景の一つである安芸の宮島が見えると宮島口駅。宮島口駅を出ると国道2号と並行して海沿いを進む。前空駅を過ぎ、右にカーブして内陸に入って大野浦駅。広島県西端の工業都市・大竹市に入り玖波駅を過ぎ、コンビナート群が近付いてくると大竹駅に着く。
小瀬川を渡ると山口県である。2008年3月15日和木町に開業した和木駅を過ぎ、岩国市の中心駅・岩国駅に到着。この駅は岩徳線との分岐駅で、この線に直通する錦川鉄道の車両も見られる。

### 岩国駅 - 下関駅間
岩国駅から櫛ケ浜駅まで、岩徳線は山岳路線として山中を短絡するのに対し、山陽本線は海岸沿いを遠回りして走る。特に南岩国駅から大畠駅までは瀬戸内海が一望できる区間となっており周防大島や大島大橋、防予フェリー（柳井港駅から徒歩でフェリーターミナルにアクセスできる）の船舶を見ることができる。なお、山陽新幹線のルートはほぼ岩徳線に沿っている。
徳山駅から先はカーブをくり返す線形を取る区間が多い。新山口駅では山陽新幹線、宇部線、山口線、萩市方面へのバスの乗り換え駅となっており山口県の鉄道の要衝となっている。
宇部駅を出ると厚狭駅までカーブを多く渡りながら新幹線と合流。山陽小野田市の中心地を過ぎていくと一旦住宅地を抜け、再び街が構成され小月駅に到着。
長府駅を出ると瀬戸内海と別れ、山陽新幹線と垂直に交差する新下関駅を過ぎ、日本海側を経由してきた山陰本線と合流。同線との接続駅である幡生駅は、車両工場である下関総合車両所が隣接し、駅南側にはJR貨物幡生機関区が広がる。住宅地を進み、本州側最後の駅である下関駅に至る。

### 下関駅 - 門司駅間
下関駅 - 門司駅間はJR九州区間となる。下関駅を出ると車両基地である下関総合車両所運用検修センターと貨物駅に挟まれる形で進み、運河を渡った先の彦島で関門トンネルに入り関門海峡の下を通過する。トンネルを出ると本州から九州に入って北九州市となり、鹿児島本線の上下線の間に出て同線と合流し、山陽本線の終点である門司駅に至る。関門トンネルの門司側の出入り口にはデッドセクションがあり、直流・交流の転換を行う（「運行形態」の節も参照）。なお貨物線は坂道での停止を防ぐため、旅客線より小倉側にデッドセクションが設置されている。

## 運行形態
東海道本線と同じく、山陽新幹線開業以後は都市間輸送鉄道としての役割は新幹線に譲っている。寝台特急などの夜行列車が全線を通して運転されていたが、2009年3月14日のダイヤ改正で寝台特急「富士」「はやぶさ」（山陽本線内では併結運転）が廃止されたのを最後に山陽本線の全区間を直通運行する定期旅客列車は全廃された。

### 優等列車
2019年3月現在、山陽本線内のみを運行する優等列車は無く、線内を走る優等列車は、「らくラクはりま」を除きすべて山陰方面や四国へ直通する列車である。以下の列車が運転されている。
下記に示す区間は山陽本線を走行する区間である。全運行区間など各列車の詳細については当該列車の記事を参照。過去の列車は「山陽本線優等列車沿革」を参照。
- 昼行列車
  - らくラクはりま（289系電車、神戸駅 - 網干駅間）
  - はまかぜ（キハ189系気動車、神戸駅 - 姫路駅間）
  - スーパーはくと（智頭急行HOT7000系気動車、神戸駅〈13号を除き通過〉 - 上郡駅間）
  - スーパーいなば（キハ187系気動車、上郡駅 - 岡山駅間）
  - やくも（273系電車、岡山駅 - 倉敷駅間）
- 夜行列車
  - サンライズ瀬戸（285系電車、神戸駅〈通過〉 - 岡山駅間）
  - サンライズ出雲（285系電車、神戸駅〈通過〉 - 倉敷駅間）

### 地域輸送
長大路線であり、沿線に複数の拠点都市を有していることもあって、現在は姫路駅・相生駅・岡山駅・福山駅・糸崎駅（または三原駅）・広島駅・岩国駅・新山口駅・下関駅で運転系統が分かれている。かつては、車両運用上の都合によりこれらの複数の運転系統にわたって運転される長距離列車が終日にわたって設定されていた（多くは広島駅、徳山駅で列車番号を変更して直通運転していた）。しかし、2009年3月14日ダイヤ改正以降はダイヤが整理され、昼間時の快速列車の廃止や列車本数の削減が行われたほか、岡山地区 - 山口地区相互間の長距離列車も大幅に削減された。2018年の平成30年7月豪雨発生までは糸崎駅 → 下関駅間を走行する列車（2016年3月26日ダイヤ改正から2017年3月4日ダイヤ改正までは岡山駅始発）が下り1本のみ存在し、これが日本で最長の距離を走行する普通列車となっていたが、豪雨後の臨時ダイヤで白市駅発に短縮された。2019年3月16日ダイヤ改正で広島地区の運行車両が227系に統一されたことに伴い、長らく運転されてきた岡山地区 - 広島地区間の長距離列車、並びに広島地区 - 新山口方面直通の長距離列車が完全に消滅し、糸崎駅（または三原駅）と岩国駅での原則乗り換えが発生している。
姫路駅 - 相生駅間と東岡山駅 - 岡山駅間では赤穂線、岡山駅 - 倉敷駅間では伯備線、海田市駅 - 広島間では呉線、広島駅 - 横川駅間では可部線、櫛ケ浜駅 - 徳山駅間では岩徳線、幡生駅 - 下関駅間では山陰本線にそれぞれ直通する列車が乗り入れている。
ダイヤの構成上、次の6つの区間に大きく分けられる。

#### 神戸駅 - 姫路駅・相生駅・上郡駅間
この区間は近畿圏に含まれている。神戸駅 - 姫路駅間はアーバンネットワークの一角であり、東海道本線大阪駅 - 神戸駅間ともにJR神戸線の愛称が付けられている。ほとんどの列車が東海道本線から直通運転を行っている。並行する私鉄（山陽電気鉄道・神戸高速鉄道）と競合しているため、新快速を運転し高速都市間輸送を行っている。
JR神戸線区間では、新快速・快速が加古川駅・姫路駅・網干駅発着、普通電車が須磨駅・西明石駅発着で、多数運行されている。
姫路駅 - 上郡駅間では本数は少なくなるが、1時間に姫路駅 - 網干駅間で3本、網干駅 - 上郡駅間（相生駅で乗り換え）で1本運転されており、朝夕には網干駅発着の列車が多く設定されている。この区間は新快速も含めてすべて各駅に停車する。JR神戸線からの列車は大半が相生駅から赤穂線に乗り入れ播州赤穂駅まで運転されている。始発・最終を含めた朝晩に限り京都・大阪方面から上郡駅まで行く列車も設定されている。
支線である和田岬線は、朝夕のラッシュ時のみの運転であり、専用の車両による支線内の往復運転となっている。

#### 姫路駅・相生駅 - 岡山駅間
| 種別＼駅名               | 姫路 | …   | 網干 | 網干 | …   | 相生 | 相生 | …   | 上郡 | …   | 瀬戸 | 瀬戸 | …   | 東岡山 | 東岡山 | …   | 岡山 |
| ------------------------ | ---- | --- | ---- | ---- | --- | ---- | ---- | --- | ---- | --- | ---- | ---- | --- | ------ | ------ | --- | ---- |
| 普通（西明石以東は快速） | 2本  | 2本 | 2本  |      |     |      |      |     |      |     |      |      |     |        |        |     |      |
| 普通                     | 1本  | 1本 | 1本  | 1本  | 1本 | 1本  | 1本  | 1本 | 1本  | 1本 | 1本  | 2本  | 2本 | 2本    | 4本    | 4本 | 4本  |

姫路駅 - 岡山駅間を直通する列車は、朝晩10復運転されており、姫路駅・相生駅から糸崎駅・三原駅まで直通する列車のほか、伯備線に直通する列車も設定されているが、姫路駅 - 岡山駅間における日中の普通列車は、網干駅または相生駅で系統が分断されており、日中は姫路駅 - 岡山駅間を一本の列車で乗り通すことはできない。相生駅では、同一ホーム上で、姫路駅 - 赤穂線播州赤穂駅間運転列車と相生駅 - 岡山方面間の列車の相互接続対応が取られている。なお、日中のこの区間は、相生駅 - 瀬戸駅間では1時間に1本、瀬戸駅 - 岡山駅間では区間列車も含め1時間に2本運転されている。東岡山駅 - 岡山駅間では赤穂線からの直通列車が1時間に2本程度運転されており、2両編成によるワンマン運転を行う列車がある。2021年3月13日のダイヤ改正で岡山方面から和気駅まで運行されていた昼間の区間列車は瀬戸駅までに短縮された。また、姫路駅 - 上郡駅間、岡山駅 - 瀬戸駅・万富駅（朝の1往復のみ）・和気駅・吉永駅・三石駅間の区間列車も設定されている。相生駅 - 東岡山駅間の夜間滞泊は、3本が上郡駅で、2本が三石駅で行っている。
この区間は3・4両編成が基本であるが、ラッシュ時は5 - 7両編成で運転、赤穂線直通のワンマン列車は、前述の通り2両で運転となっている。
新幹線博多開業に伴う1975年3月10日のダイヤ改正から1980年9月30日までの間、姫路駅 - 岡山駅間でも快速が定期列車として数本運転され、相生駅・上郡駅・三石駅・和気駅・瀬戸駅に停車していた。また、1988年3月12日までは、この区間から東海道本線大阪駅までの直通列車（須磨駅・垂水駅は通過）が1往復あり、2002年3月22日までは西明石駅発着の設定があった。
また、1994年4月3日から同年12月18日までの日曜日には、平安遷都1200年祭に関連して全車座席指定席の臨時快速「サンデー三都号」が岡山駅 - 京都駅間で117系・213系を使用して運転され、1997年の京都駅ビル開業直後の日曜・祝日には新快速を臨時延長して早朝に岡山発京都行き、夕方に京都発岡山行きの「ストレート快速京都号」として数か月間運転されたが、末期は夕方の岡山行の設定がなかった。
沿線の町内会等を中心とした「JR快速電車導入促進期成会」は「東備・西播地区の交流促進などに快速導入が必要」と訴え、2008年4月30日、JR西日本岡山支社に運転実現を求める要望書を提出した。JR西日本岡山支社は「車両や運転手の数も限られ検討が必要」としている。また、2010年3月10日には、井戸敏三兵庫県知事と石井正弘岡山県知事が会談し、岡山駅 - 姫路駅間の増便と新快速の運転を要望することで両知事が合意し、さらに同区間の増便と姫新線・赤穂線の利便性向上に向けた取り組みを沿線市町等と進めることも決めたが、以降目立った進展は見られない。

#### 岡山駅 - 福山駅・糸崎駅・三原駅間
| 普通（一部糸崎・福山乗換え） | 2-3本 | 2-3本 | 2-3本 | 2-3本 | 2-3本 | 2-3本 | 2-3本 | 2-3本 | 2-3本 | 2-3本 | 2-3本 | 2-3本 | 2-3本 | 2-3本 | 2-3本 | 2-3本 | 2-3本 |
| 伯備線普通                   | 2本   | 2本   | 2本   |       |       |       |       |       |       |       |       |       |       |       |       |       |       |

岡山駅 - 糸崎駅間では、普通が1時間に3本、糸崎駅 - 三原駅間では1時間に4本運転されている。2014年3月15日のダイヤ改正で福山駅で乗り換えとなる場合が発生した。朝夕ラッシュ時は6・7・8両での運転もあるが、日中は115系電車3・4両編成での運転が主体となる。快速「マリンライナー」から転用された213系電車も使用されるほか、岡山駅 - 福山駅間では福塩線への車両送り込みのため105系電車で1往復運転されている。岡山以東（赤穂線を含む）と直通運転する列車も多い。以前は呉線経由を含め広島方面への直通列車が多数設定されていたが、2020年3月14日ダイヤ改正で廃止され、全列車が糸崎駅または三原駅で乗り換えとなっている。2021年3月13日ダイヤ改正で白市駅から糸崎駅の列車削減に伴って、糸崎駅から三原駅までの列車の本数が削減された。
岡山駅 - 倉敷駅間では伯備線からの直通列車が1時間に2本程度運転されており、ワンマン運転を行う列車がある。福塩線への車両送り込みのため岡山駅 - 府中駅間の直通列車も下り1本（和気始発）・上り2本設定されている。
岡山駅 - 福山駅間では117系電車による快速「サンライナー」が運転されていた。1999年12月4日からワンマン運転を開始し、4両編成で運転されていた。2019年3月16日のダイヤ改正以降は夕方以降を中心に運転されていた。2022年3月12日のダイヤ改正で廃止された。

#### 糸崎駅・三原駅 - 岩国駅間
| 種別＼駅名                 | 白市               | …                  | 西条               | 西条               | …                  | 海田市             | 海田市             | …                  | 広島               | 広島 | …   | 横川 | 横川 | …   | 五日市 | 五日市 | …   | 大野浦 | 大野浦 | …   | 岩国 |
| -------------------------- | ------------------ | ------------------ | ------------------ | ------------------ | ------------------ | ------------------ | ------------------ | ------------------ | ------------------ | ---- | --- | ---- | ---- | --- | ------ | ------ | --- | ------ | ------ | --- | ---- |
| 普通                       | 4本                | 4本                | 4本                | 4本                | 4本                | 4本                | 4本                | 4本                | 4本                | 4本  | 4本 | 4本  | 4本  | 4本 | 4本    | 4本    | 4本 | 4本    | 2本    | 2本 | 2本  |
| 快速（シティライナー）     | 土休日1日に下り1本 | 土休日1日に下り1本 | 土休日1日に下り1本 | 土休日1日に下り1本 | 土休日1日に下り1本 | 土休日1日に下り1本 | 土休日1日に下り1本 | 土休日1日に下り1本 | 土休日1日に下り1本 |      |     |      |      |     |        |        |     |        |        |     |      |
| 快速（シティライナー）     |                    |                    |                    |                    |                    |                    |                    |                    | 土休日1日に4本     |      |     |      |      |     |        |        |     |        |        |     |      |
| 呉線快速（安芸路ライナー） |                    |                    |                    |                    |                    |                    | 2本                | 2本                | 2本                |      |     |      |      |     |        |        |     |        |        |     |      |
| 呉線・可部線普通           |                    |                    |                    |                    |                    |                    | 1本                | 1本                | 1本                | 3本  | 3本 | 3本  |      |     |        |        |     |        |        |     |      |
| 呉線・可部線普通           |                    |                    |                    |                    |                    | 土休日1本          |                    |                    |                    |      |     |      |      |     |        |        |     |        |        |     |      |

広島地区では国鉄時代末期の1982年に「ひろしまシティ電車」として普通列車が大増発され、JR発足後も「広島シティネットワーク」を構成する一路線として広島空港連絡の白市駅折り返し列車などが運転されるなど、都市圏輸送の充実が図られてきた。
2025年3月15日改正時点で、日中は白市駅 - 大野浦駅間で普通が1時間に4本（土休日の広島駅 - 五日市駅間は呉線直通列車が1本加わり5本）運転されている。朝を中心に白市駅 - 岩国駅間では快速「通勤ライナー」が1時間に1本運転されている。2020年3月のダイヤ改正で土休日に設定された快速「シティライナー」は、2025年3月改正時点で白市発広島行きが1本、広島駅 - 岩国駅間で5往復が運転されている。このうち平日朝の快速「通勤ライナー」上り1本の岩国駅 - 五日市駅間、土休日の岩国駅 - 広島駅間の快速「シティライナー」上り3本に有料座席サービス「快速 うれしート」が設定されている。
快速「シティライナー」は2010年3月改正以前と、2016年3月26日改正から2018年7月の豪雨災害発生までの間にも運転されていた。
2022年3月のダイヤ改正により、「通勤ライナー」は西条駅 - 広島駅間で早朝に2本（下りのみ）、岩国駅 - 広島駅間で早朝に1本（上りのみ）に削減された。
岡山方面からの列車も乗り入れる糸崎駅 - 三原駅間を除き、227系電車のみが使用されている。

#### 岩国駅 - 下関駅間
この区間では、本数は1時間に1 - 2本程度であるが、月曜日の日中において2時間前後運転間隔が開く。国鉄時代の1975年から1985年にかけては広島駅 - 下関駅間を直通する快速列車（晩年は岩国駅 - 小郡駅（現・新山口駅）間を除いては各駅停車）が設定されていたり、JR化後にも広島方面から徳山駅まで快速「シティライナー」が設定されていた（ただし岩国駅 - 徳山駅間は各駅停車）が、現在は普通列車のみの運転である。2012年3月17日改正で広島地区からの直通列車が大幅に削減され、2019年3月16日改正で徳山駅から新山口・下関方面への直通運転が廃止された。一方、徳山駅で系統分割される列車は減少し、岩国駅 - 下関駅間を直通運転する列車が増加している。
朝夕ラッシュ時には、下関市内の小月駅 - 下関駅間のみを運転する列車が設定されており、徳山・新山口方面 - 下関間を直通する列車と合わせて1時間に3 - 4本の運行となる。
115系電車での運転が中心となっている。特に新山口駅 - 下関駅間は国鉄時代に製造された車両のみで運転されている。2023年3月18日のダイヤ改正以降、4両編成以下で運転される列車は終日自由乗降方式のワンマン運転を行っている。

#### 下関駅 - 門司駅間
関門トンネルを含むこの区間はJR九州の管轄区間となる。かつては本区間から新山口方面や山陰本線との直通列車が存在していたが、2005年10月のダイヤ改正でこれらの直通列車は全廃され（これにより、関門トンネルを通過する気動車列車も消滅）、運転系統が分断された。下関駅では原則として同一ホームでの対面乗り換えとして利便性を維持している。
旅客列車の日中の運転本数はおおむね1時間に2 - 3本であり、下関駅から門司駅を経て鹿児島本線小倉駅までの運転が基本である。このほか、朝晩時間帯に下関駅 - 門司駅間のみの区間運転列車や、早朝のみ日豊本線柳ヶ浦駅・行橋駅（いずれも上りのみ）・大分駅（下りのみ）と直通する列車も設定されている。
本州と関門トンネル内は直流電化だが、関門トンネルの九州側の門司駅構内で交流電化になる。そのため、関門トンネルを通過する下関駅 - 門司駅間は気動車と交直両用電車・機関車のみが走行できる。普通列車にはJR九州大分車両センター所属の415系1500番台交直流電車が使用され、門司駅構内のデッドセクションで直流・交流の切り替えを行っている。
なおこの区間をふくむ普通乗車券で山陽新幹線に乗車することはできない。詳しくは「山陽新幹線#新下関 - 博多間の取り扱い」を参照。

#### 水曜日に運休する区間・時間帯
毎週水曜日（多客期や祝日と重なる場合などを除く）は保守点検の時間を確保するため、以下の区間・時間帯でおよそ1時間は運休している（2015年3月14日現在）。
- 岡山駅 - 糸崎駅間：2往復

山口地区では、保守点検に伴い、列車を区間運休する日がある。その場合は運休区間で代行バスを運行している。

#### 下関観光臨時列車
2001年より2005年まで、主に、広島駅 - 下関駅間で下関地域鉄道部のキハ181系気動車を用いた気動車快速列車が運行されていた。列車名は時期により異なり、主に「フグの旬の時季」とされる冬季では「下関ふくフク号」、夏季では「関門・海峡物語号」などの列車愛称を与えられ運行された。これは、基本的に山陰本線特急「いそかぜ」に使用されていた下関地域鉄道部（現在の下関総合車両所に相当）所属の同車両が3両編成2本と最低限の車両しか配備されていなかったためであるが、全車両座席指定席で運行するなど特色ある運用がなされたと言われる。
なお、2003年の夏期には、NHK大河ドラマ「武蔵 MUSASHI」の舞台ともなった巌流島が関門海峡上にあることから、同ドラマの主人公であった七代目市川新之助（現在の十一代目市川海老蔵）演ずる宮本武蔵のラッピングなどを施した「関門・MUSASHI号」が運行された。また、2015年には、大河ドラマ「花燃ゆ」の放映を記念して、三石駅 - 下関駅間で、ラッピング列車が運行された。
ただし、これらキハ181系気動車を用いた気動車快速列車では同車両が不調または定期検査などの理由により、時折宮原総合運転所または岡山電車区の117系電車や岡山電車区の213系電車による電車列車により代替運行が行われていた。このほかふくフク号にはSLやまぐち号用のレトロ客車が使われたり、きのくにシーサイド用の客車が使われたこともある。2005年の春の運行では、「あさかぜ」の運用を離脱したばかりの下関地域鉄道部下関車両管理室所属の24系客車が使用された。

#### 岡山・下関間長距離普通列車
1984年2月1日ダイヤ改正時点では、岡山・下関間直通の普通列車が山陽本線経由・呉線経由の双方でわずかながら運転されていた。車両は主に下関運転所所属の115系（3000番台を含む）が使用されていた。
2001年3月3日に「山陽シティライナー」が運転を開始して以来、運転区間を年々拡大し、かつては下関発三石行きの普通列車があり、運行距離が 425.7km で、普通列車では日本最長であった。
三石駅直通列車が廃止されてから2009年3月までは、下関駅 - 岡山駅間を運行する列車が普通列車では日本最長の 384.7km になった。以後は新山口までの 315.8kmと短縮し、2015年3月14日のダイヤ改正でさらに徳山まで区間短縮となりこの時点で最長距離普通列車の座を根室本線の「滝川発釧路行普通2427D列車」に譲った。
2016年3月26日のダイヤ改正で再び岡山発下関行きの普通列車が1本(369M)復活し、最長距離普通列車となったが、翌2017年3月4日に糸崎発下関行きに短縮されたため再び滝川発釧路行2427Dに最長距離の座を譲った。ただし2427Dは根室本線が台風により一部区間が不通となっているため、新得発釧路行きでの運転となっており、実際に運転している距離は369Mのほうが長い。
2019年3月16日のダイヤ改正で、369Mは糸崎発岩国行きにさらに短縮されたため、快速・新快速を含めば最長距離普通列車は敦賀発播州赤穂行きの新快速3527M（土休日は3407M・3527Mの2本） 275.5 kmとなっている。 
2020年3月14日のダイヤ改正にて369M列車は時刻表上から消滅した。

### 貨物列車
和田岬線を除く全線で多くの貨物列車が運行されている。大半がコンテナ車で編成された高速貨物列車で、タンク車などを連結可能な専用貨物列車は一部区間で臨時列車として運行されているのみである。
牽引機は、幡生操車場以東では直流用電気機関車のEF65形、EF66形、EF210形。これらは東海道本線と直通している。幡生操車場以西では交流直流両用電気機関車のEH500形。なお幡生操車場駅 - 下関駅間の貨物列車は直流用電気機関車またはDE10形ディーゼル機関車が牽引する。上り列車は広島貨物ターミナル駅→西条駅間で、急勾配（瀬野八）登坂用に補助機関車（補機）を編成後部に連結して後押し運転しており、2013年初頭からは補機としてEF210形300番台を連結している。2022年3月までは補機にEF67形電気機関車も使用されていた。また神戸駅 - 伯備線間はEF64形電気機関車、岡山貨物ターミナル駅 - 水島臨海鉄道間はDE10形・DD200形（水島臨海鉄道所有）ディーゼル機関車が牽引する。
かつて運転されていた山口線 - 美祢線直通列車はDD51形ディーゼル機関車が、宇部線 - 美祢線直通列車はDE10形ディーゼル機関車が牽引していた。これらについては直通先各線におけるJR貨物の第二種鉄道事業が2014年4月1日限りで廃止されたため、現在は乗り入れていない。
山陽線の貨物列車発着のある駅は、神戸貨物ターミナル駅・姫路貨物駅・岡山貨物ターミナル駅・東福山駅・広島貨物ターミナル駅・大竹駅・岩国駅・新南陽駅・宇部駅・下関駅である。
平成30年7月豪雨により、2018年7月以降は広島県内で一部区間が1か月以上復旧できず不通となり、伯備線・山陰本線・山口線経由での貨物列車の迂回運転が同年8月28日から実施され、同年9月30日に最後の不通区間が開通することとなったため、運行は9月28日に終了した。しかし台風24号の影響で同年9月29日に一部区間が不通となったため、同年10月5日から再び伯備線・山陰本線・山口線経由の迂回貨物列車が運行された。同月13日に山陽本線が全線開通することになったため、運行は同月11日に終了した。

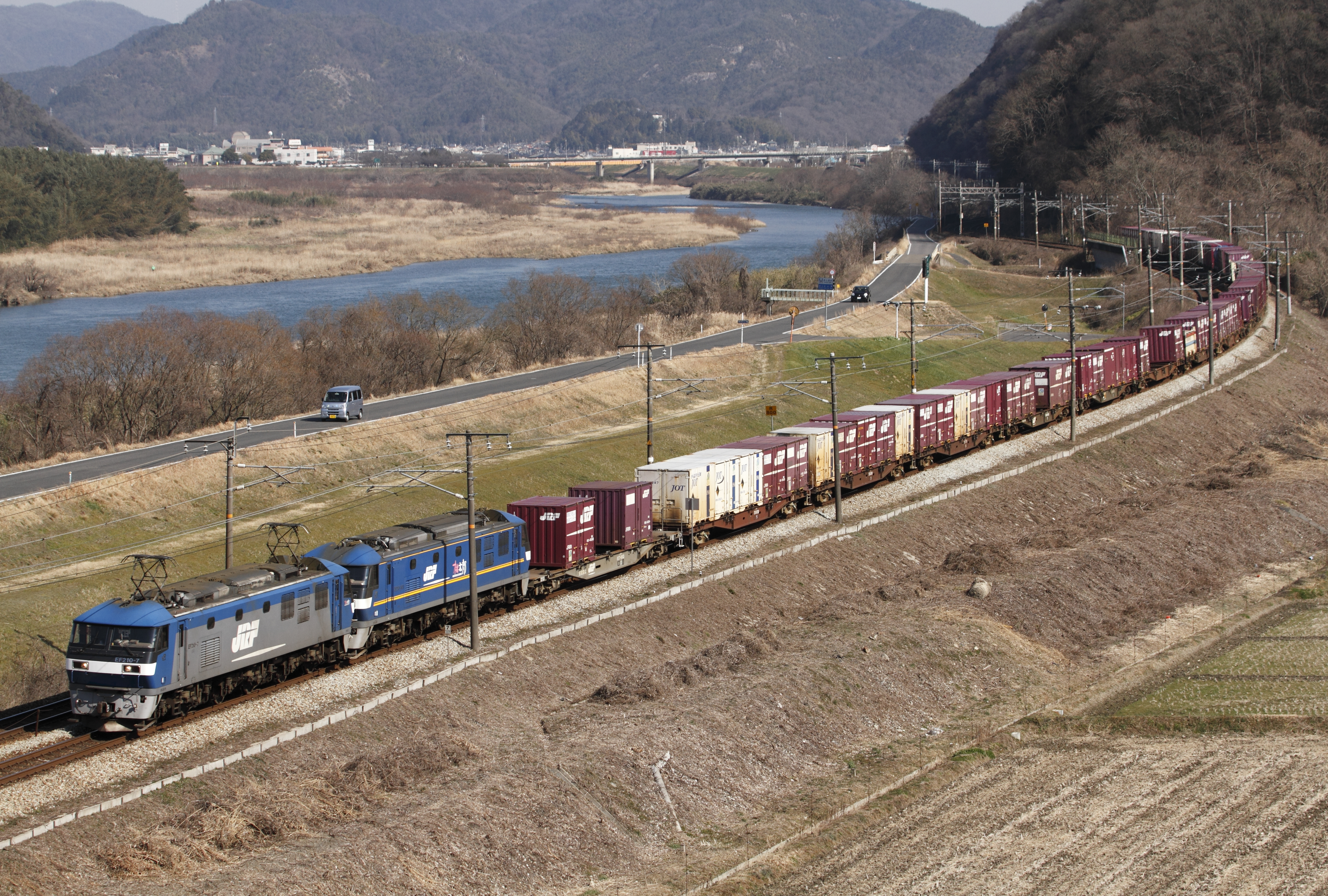
EF210形

## 使用車両
他線への直通車両は当該路線の記事を参照。以下に示す車両はすべて電車である。なお、網干車とは網干総合車両所所属車、岡山車とは下関総合車両所岡山電車支所所属車、広島車とは下関総合車両所広島支所所属車、下関車とは下関総合車両所運用検修センター所属車のことである。
- JR神戸線快速・新快速（神戸駅 - 上郡駅間）
  - 223系（網干車：新快速・快速）
  - 225系（網干車：新快速・快速）
- JR神戸線普通（神戸駅 - 加古川駅間）
  - 207系
  - 321系
- 兵庫駅 - 和田岬駅間普通
  - 207系

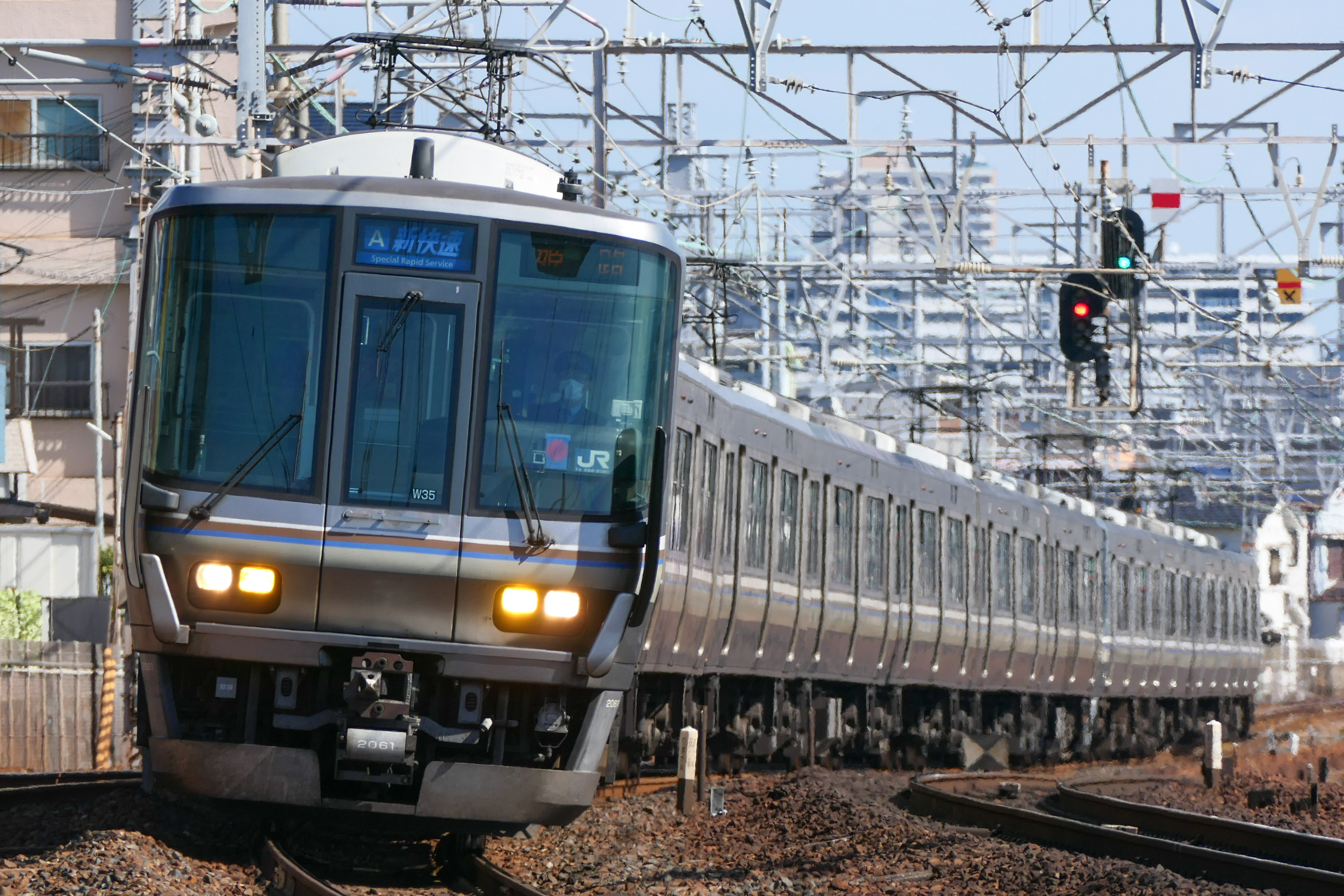
223系
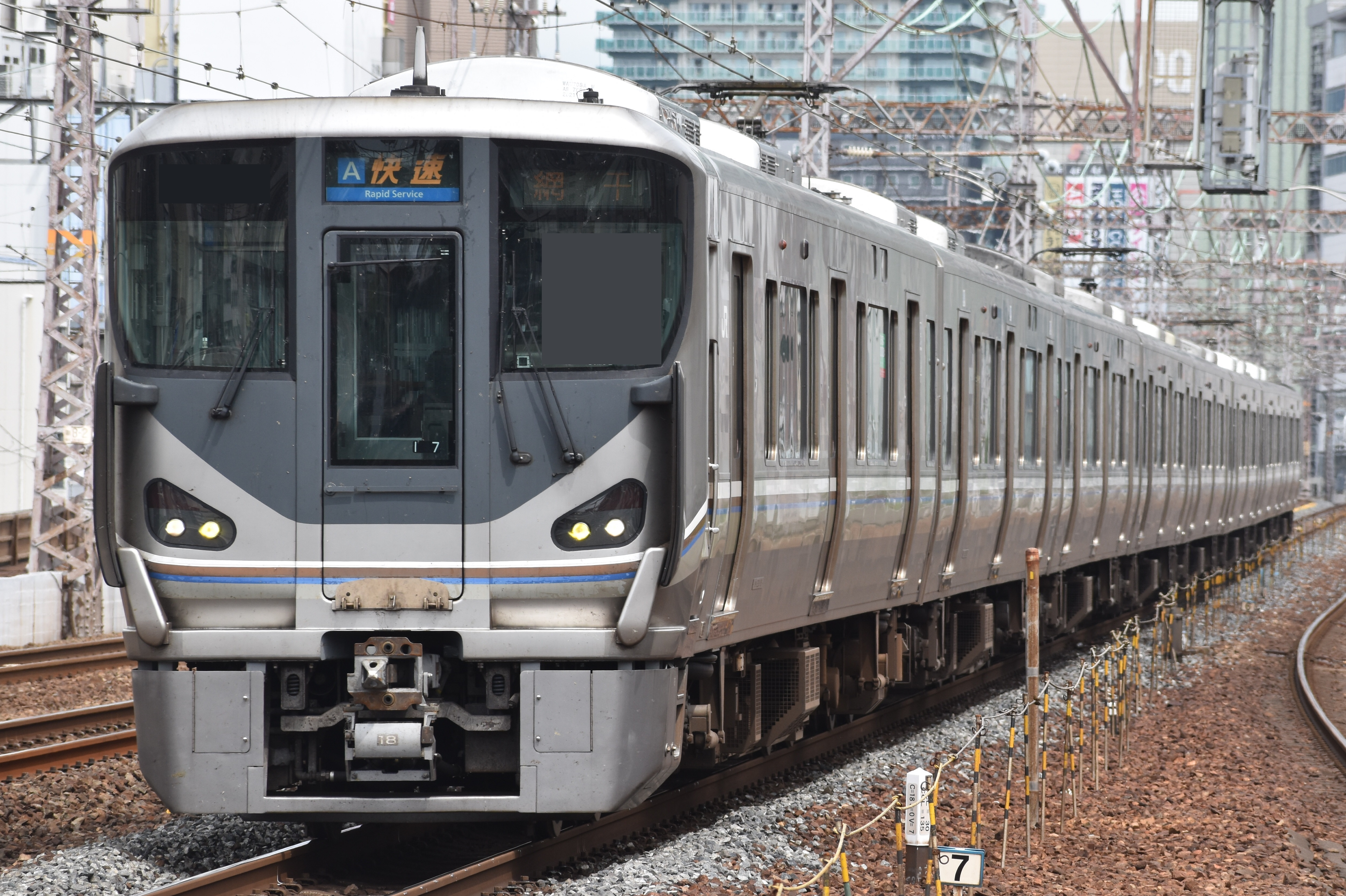
225系
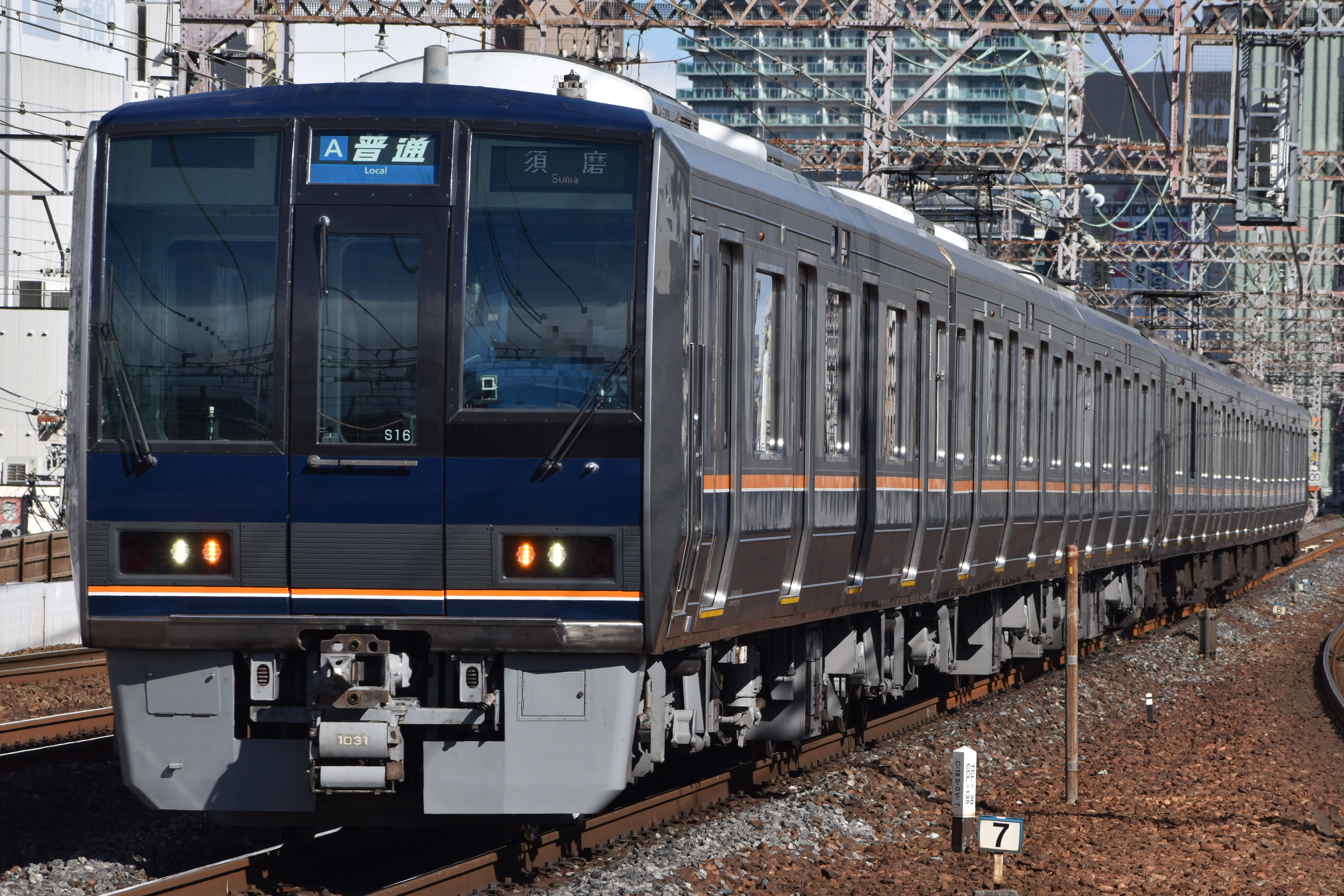
207系
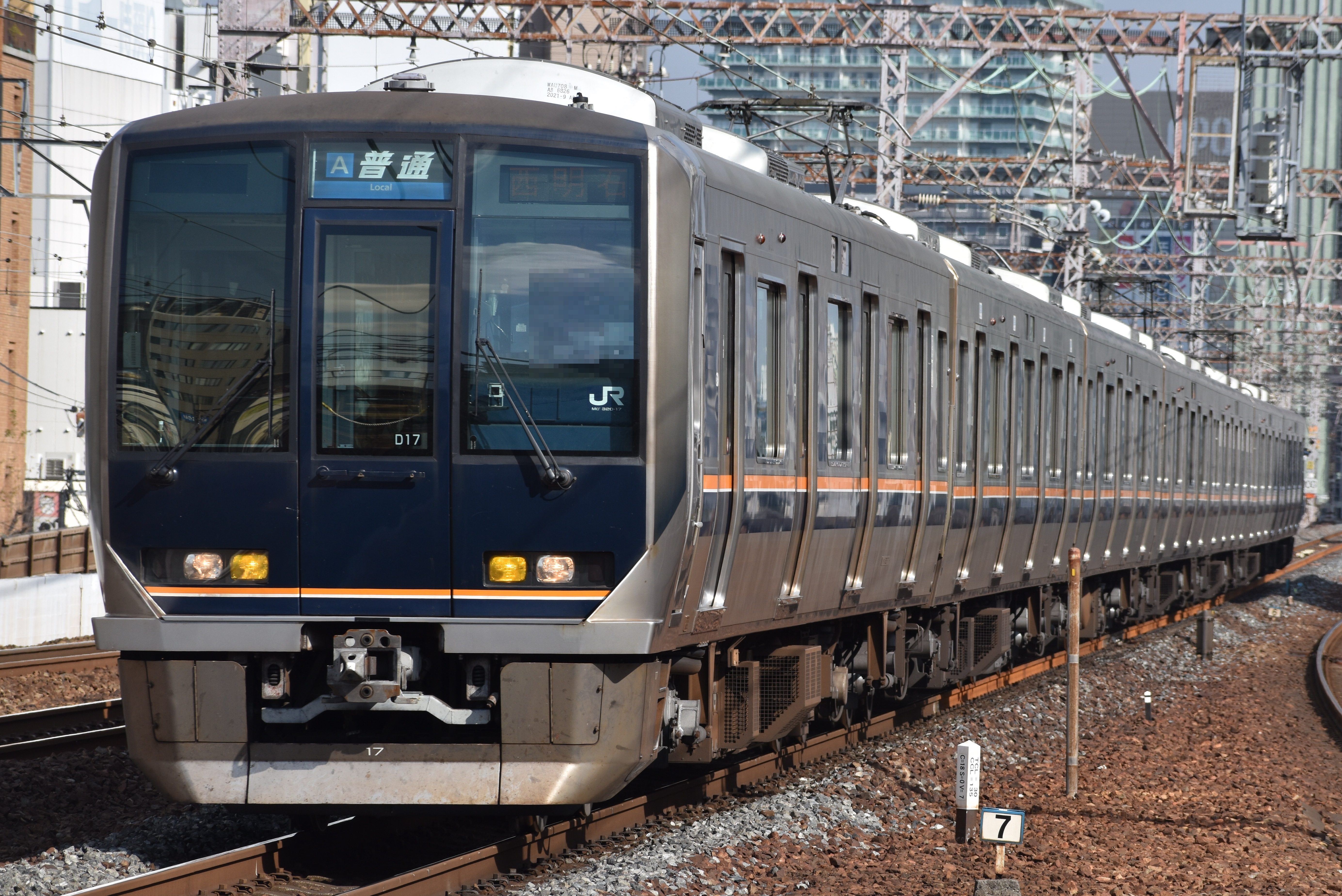
321系

- 姫路駅 - 下関駅間快速・普通
  - 105系（岡山車：岡山駅 - 福山駅間、下関車：新山口駅、宇部駅 - 下関駅間）
  - 113系（岡山車：姫路駅 - 糸崎駅間）
  - 115系（岡山車：姫路駅 - 三原駅間、下関車[52]：岩国駅 - 下関駅間）
    - 長らく岡山・広島・山口地区の主力として走り続けてきたが、2015年3月14日に227系が広島地区に導入されると115系2扉車は広島地区での運用が消滅し、115系3扉車についても急速に減少していった。そして2019年3月16日のダイヤ改正で三原駅 - 岩国駅間はすべての快速・普通列車の車両が227系で統一され、105系と113系、115系は広島地区での運用がなくなった[53]。岡山地区でも2023年度以降に淘汰される予定[54]。

  - 123系（下関車：宇部駅 - 下関駅間）
  - 213系（岡山車：東岡山駅 - 三原駅間）
  - 227系（岡山車：姫路駅 - 三原駅、広島車：福山駅 - 新山口駅間）
    - 113系と115系を置き換える目的で登場し、2015年3月14日に糸崎駅 - 岩国駅間（一部由宇駅間）で営業運転開始。2016年3月26日のダイヤ改正で福山駅 - 糸崎駅間、および由宇駅 - 徳山駅間にも運用範囲を拡大し、快速「シティライナー」を227系で統一。2019年3月16日のダイヤ改正で三原駅 - 岩国駅間はすべての快速・普通列車の車両が227系で統一された[53]。さらに2022年3月12日のダイヤ改正で徳山駅 - 新山口駅間にも運用範囲を拡大した。岡山地区にも旧型車両を置き換える目的で500番台を導入し[54][55]、2023年7月22日に岡山駅 - 三原駅間で営業運転開始[56]、2024年1月20日に姫路駅 - 岡山駅間にも運用範囲を拡大した[57]。

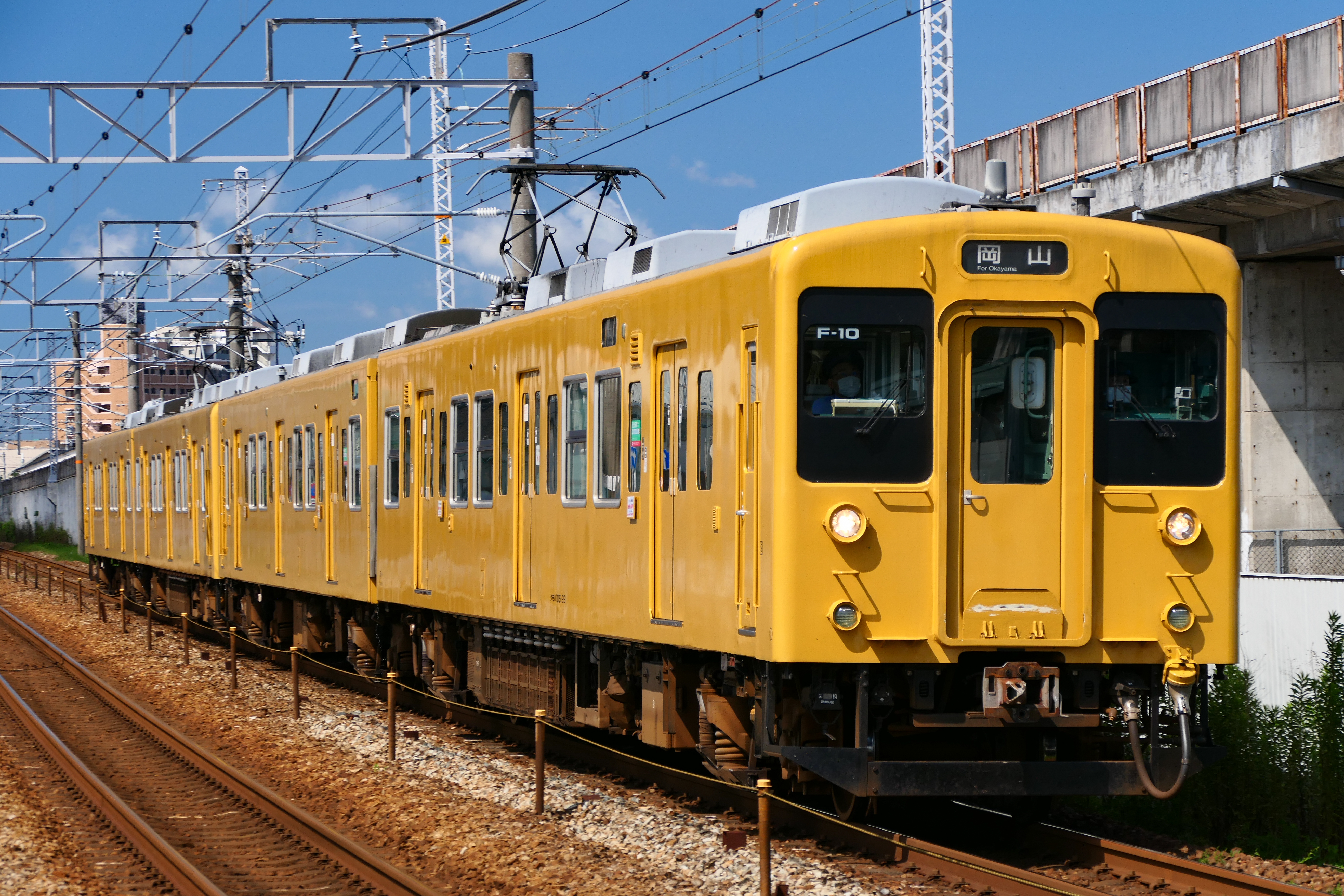
105系（岡山・山口地区、写真は岡山地区）
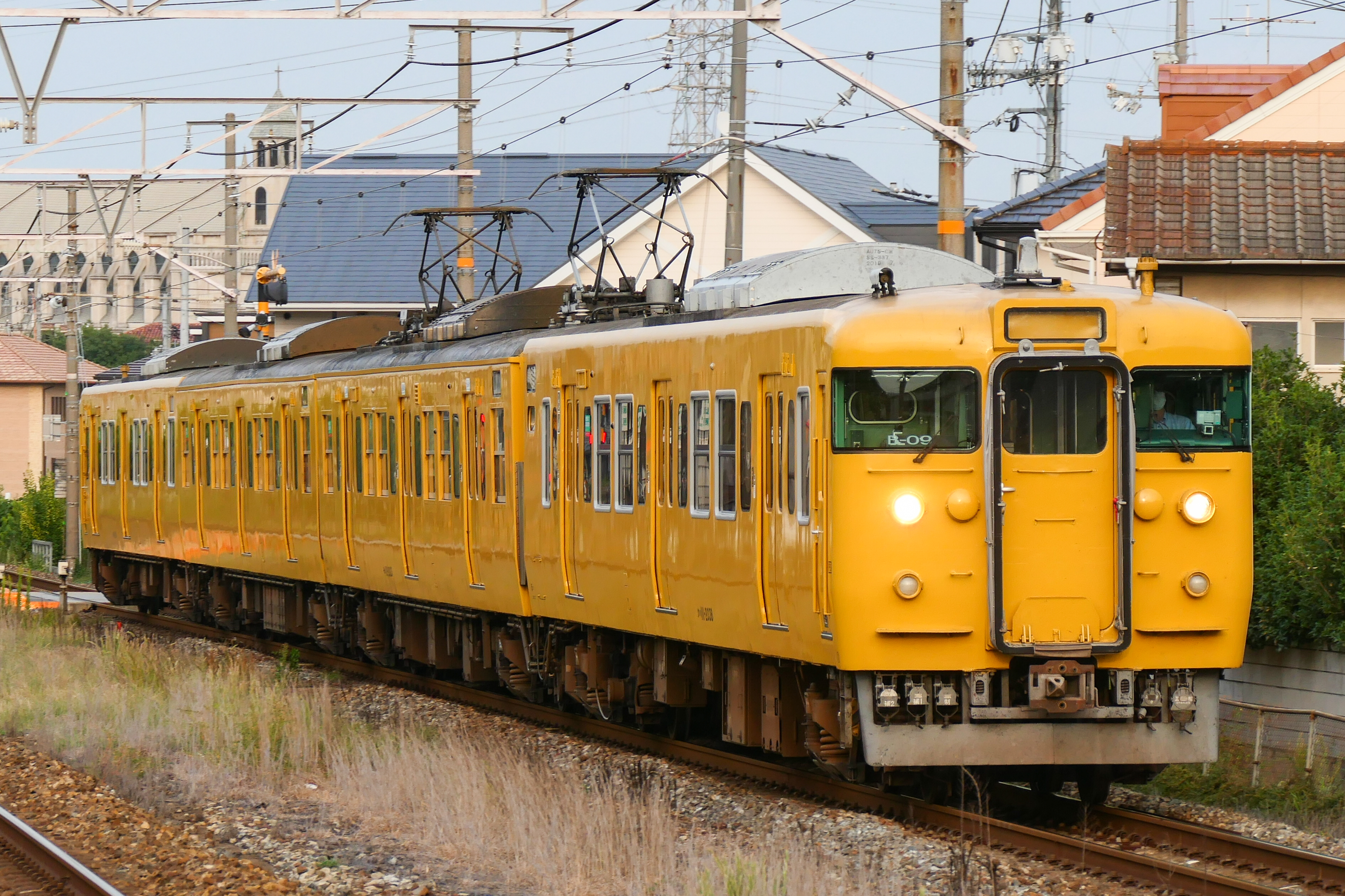
113系（岡山地区）
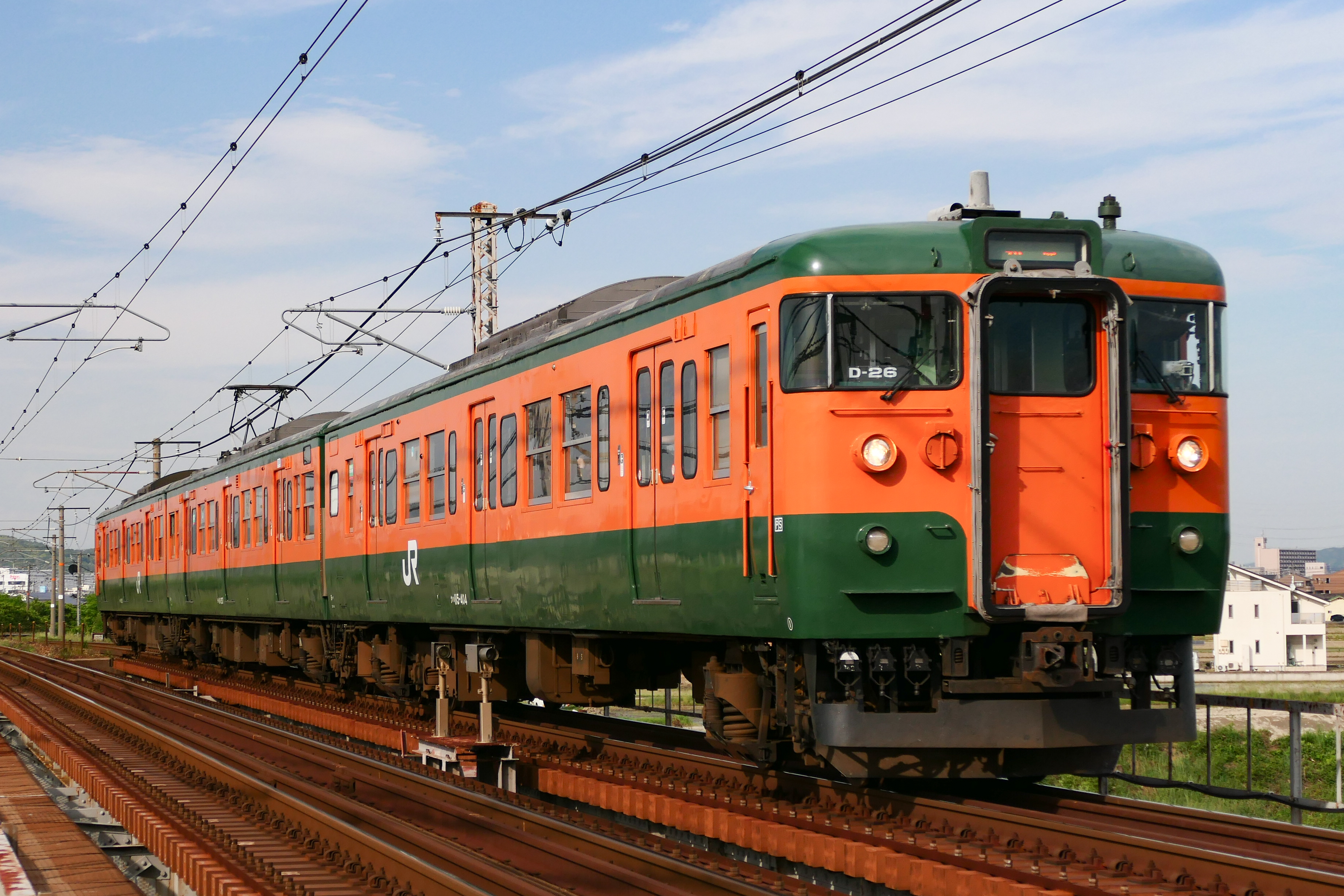
115系（岡山地区）
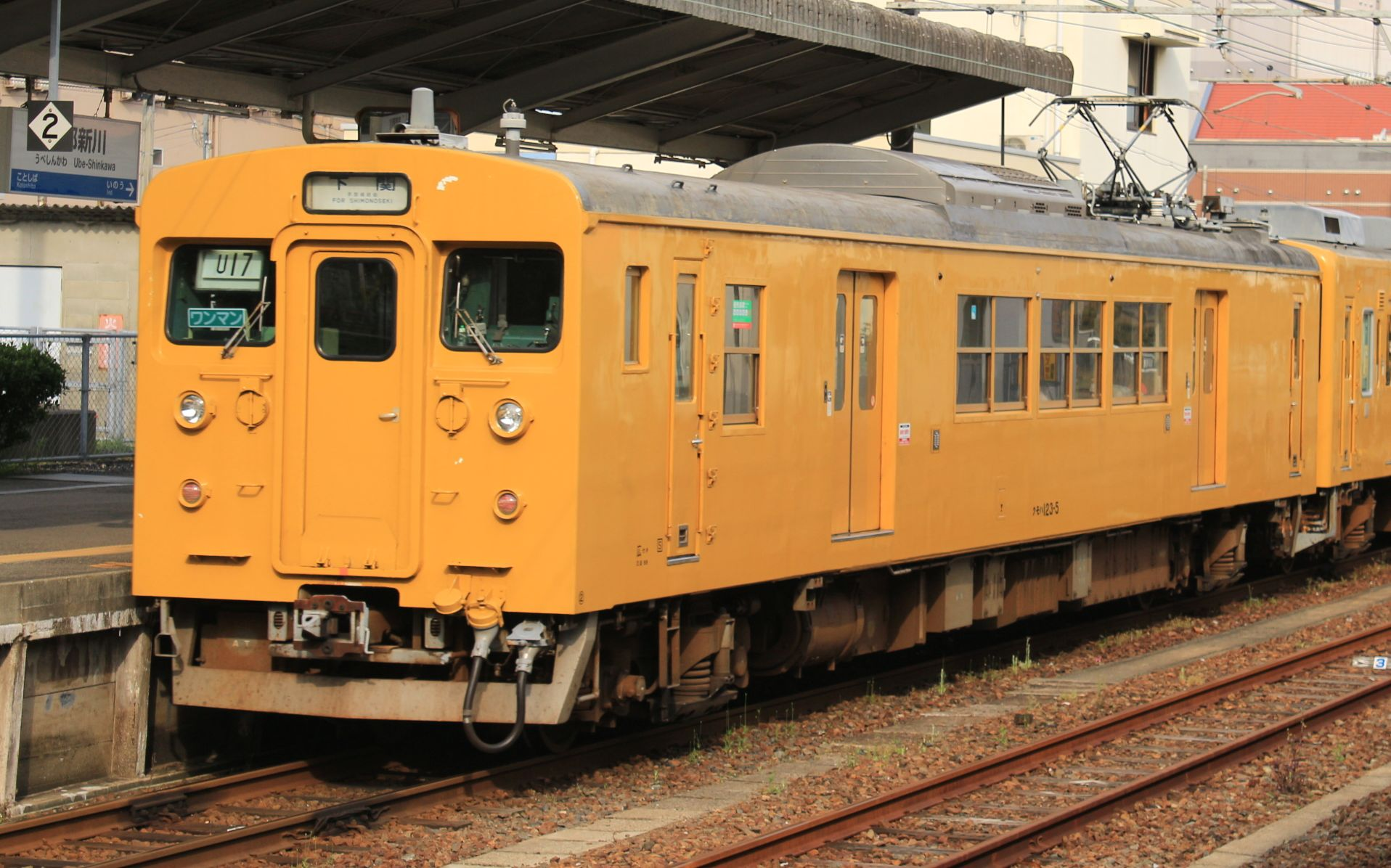
123系（山口地区）
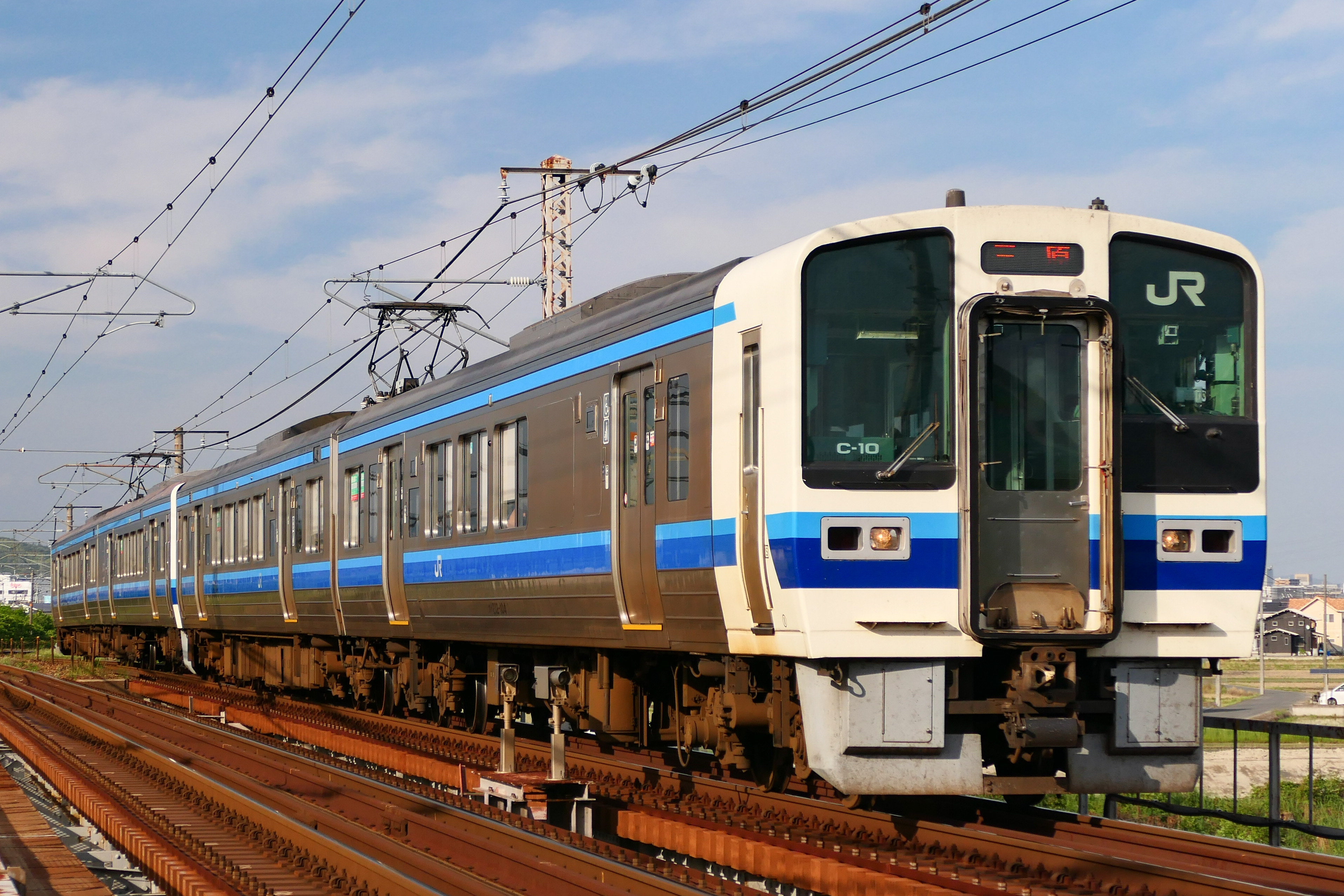
213系（岡山地区）
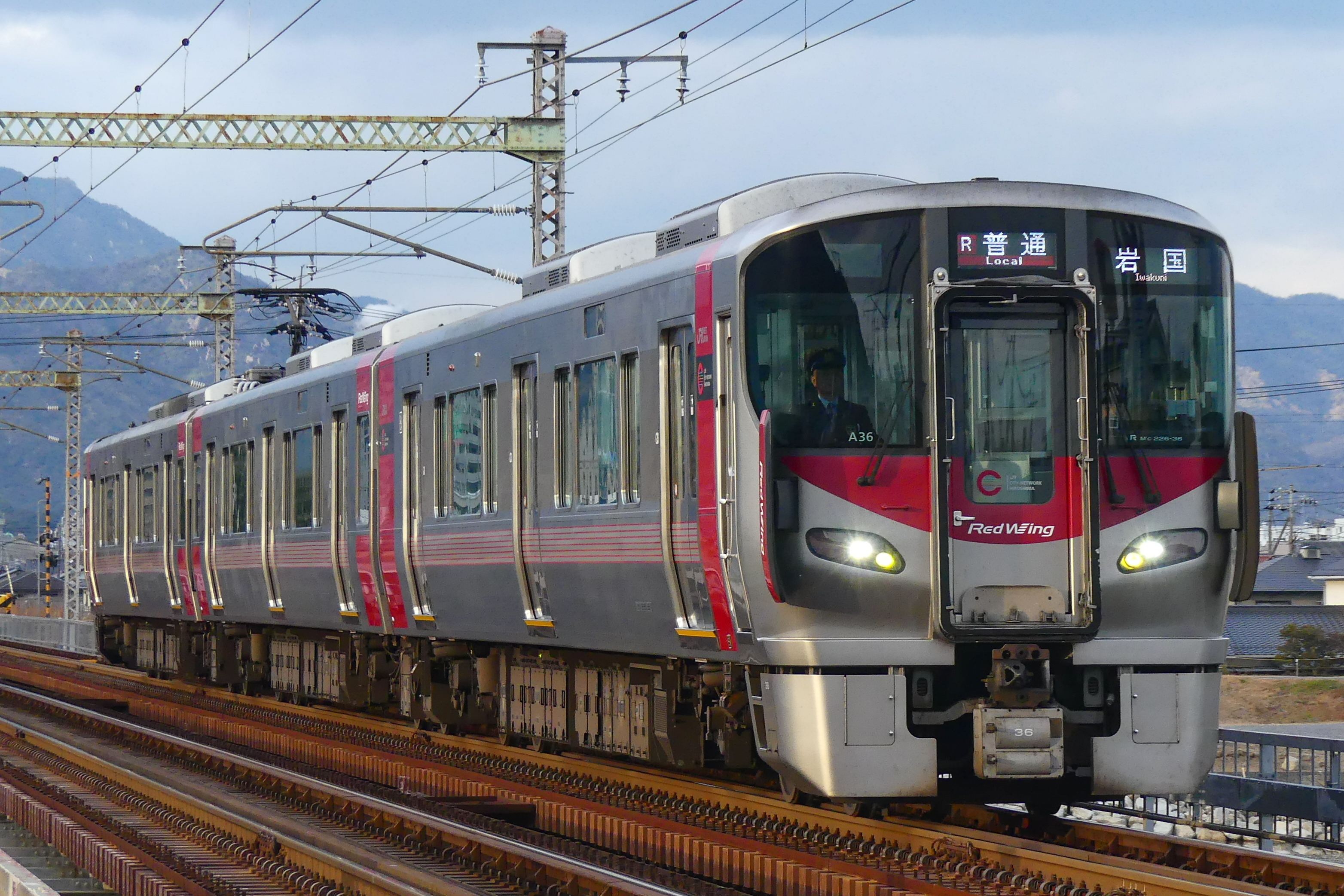
227系0番台（広島・福山地区）
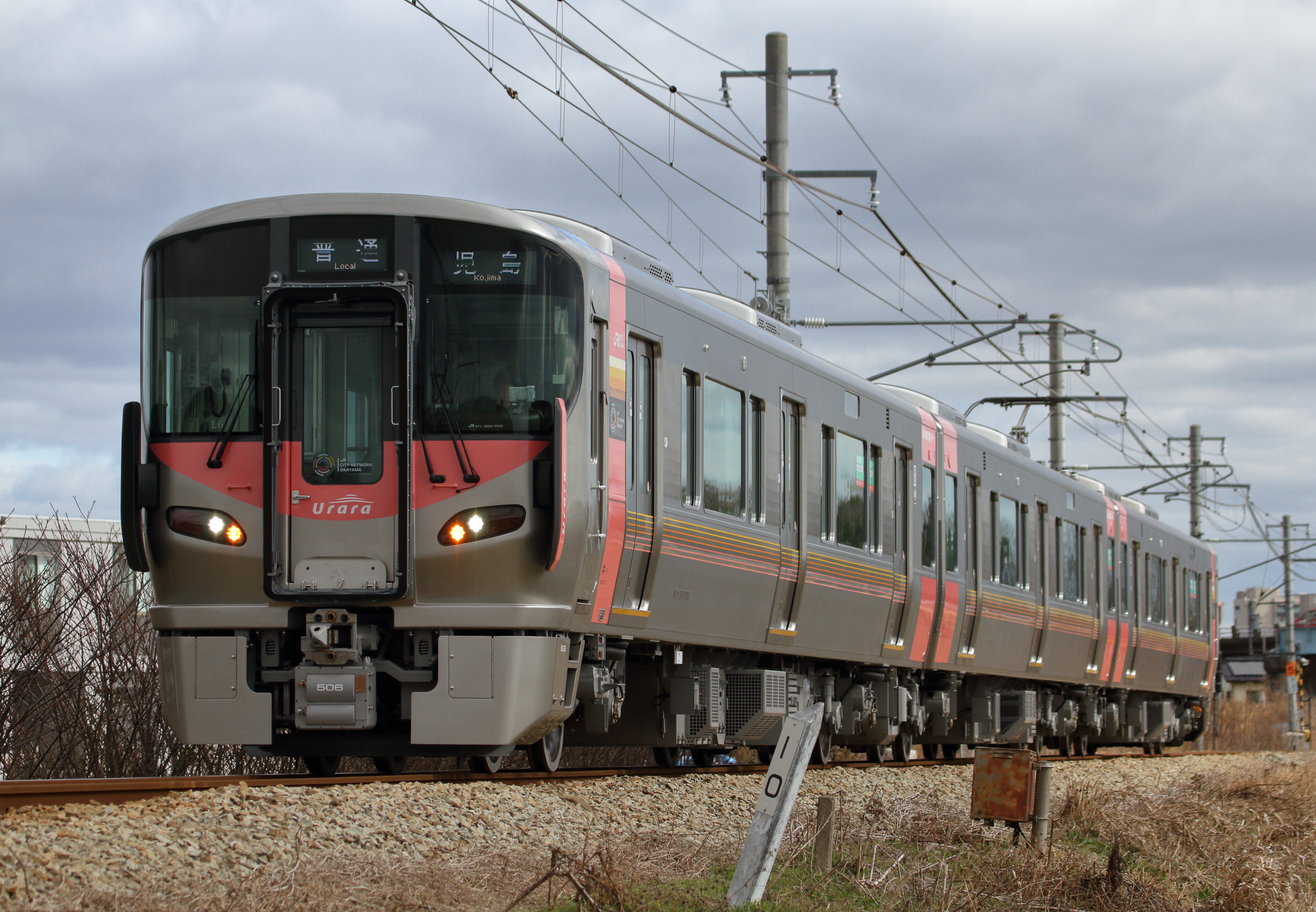
227系500番台（岡山地区）

- 下関駅 - 門司駅間普通
  - 415系（大分車両センター所属）
    - 2022年（令和4年）9月23日のダイヤ改正で、415系鋼製車は営業運転を終了し、国鉄末期製造のステンレス車体の1500番台のみとなった[58]。

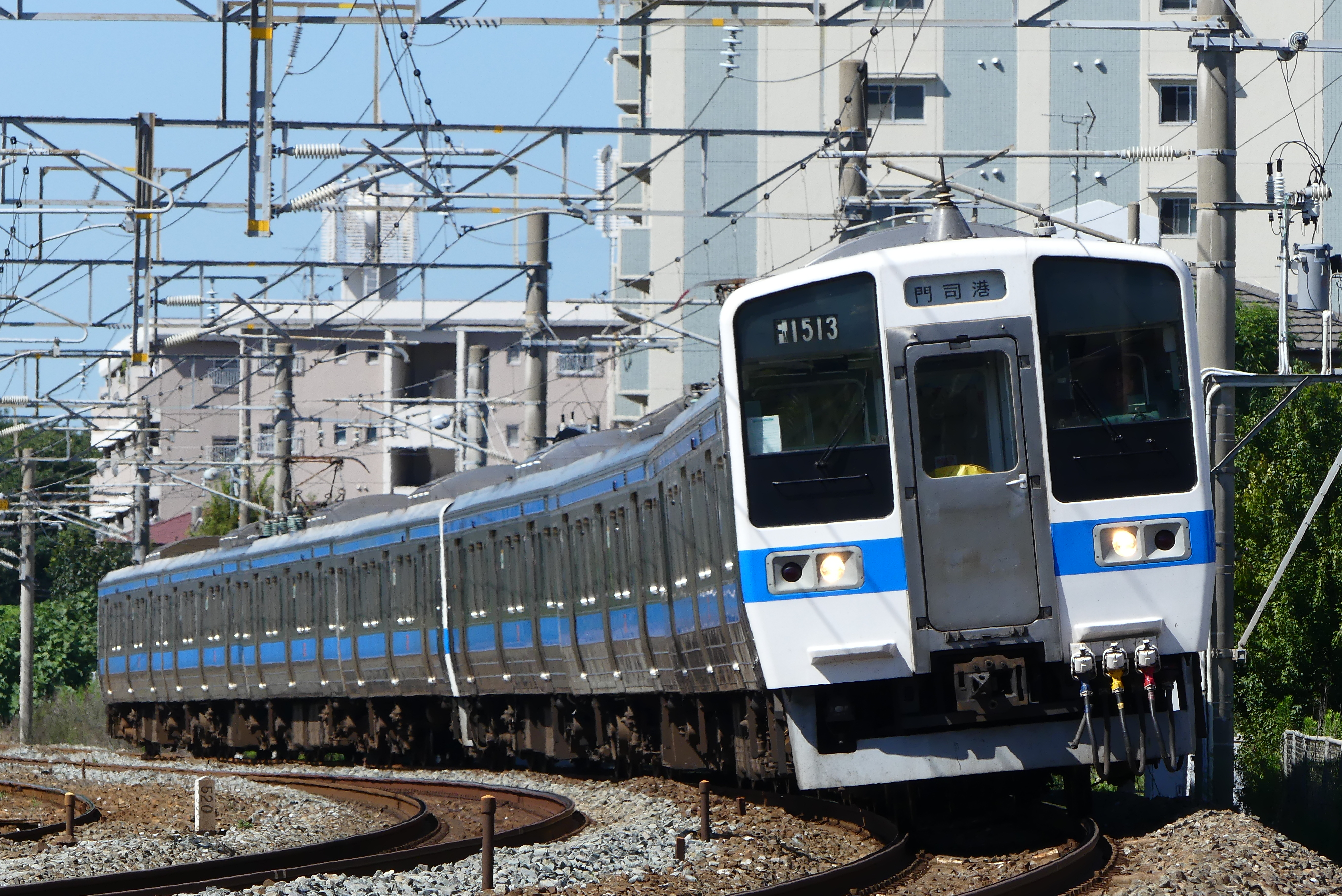
415系（下関 - 門司間）

## 歴史
神戸駅から下関駅までは、私鉄の山陽鉄道の手により開通した。1888年に兵庫駅 - 明石駅間が開業し、翌年に神戸駅・竜野駅まで開通。以後順次西へと路線が延び、1901年に馬関駅（現在の下関駅）まで開通した。山陽鉄道は1906年、鉄道国有法により国有化され、官営鉄道山陽本線となった。
1934年に現在の岩徳線が全通し山陽本線に編入され、距離が短縮された。それまでの柳井経由の路線は柳井線となった。しかし複線化は、柳井経由で進められることとなった。この理由は、現岩徳線には当時の蒸気機関車牽引では運転上の障害となる長大トンネル（欽明路トンネル・3149m）が存在したことから、複線化で長大トンネルをもう1本掘ることは工期的にも不利とされたためである。1944年に柳井線を含む神戸駅 - 下関駅間全線の複線化が完成すると、柳井線を山陽本線に再編入した。代わりに、岩国駅 - 周防高森駅 - 櫛ケ浜駅間は岩徳線となった。
下関駅から九州へは山陽鉄道時代から鉄道連絡船で連絡していたが、1942年に世界初の海底トンネルである関門トンネルが開通し、山陽本線は門司駅まで延長された。
和田岬線を除く全線の電化が1964年に完成、同年に開通した東海道新幹線に接続して西日本各地へ向かう特急列車・急行列車が頻繁に運転されるようになった。その後、山陽新幹線が1972年に岡山駅まで、1975年に博多駅まで開業し、山陽本線を走っていたほとんどの優等列車が廃止された。以後、貨物列車と寝台特急のほかは、地域内輸送が主となっている。これに伴い、中線や副本線などの待避設備を廃止（架線や一部のポイントを撤去し保線用車両等のみ使用できる状態としたものもある）した途中駅もある。また、貨物列車のために宇部駅 - 厚狭駅間が3線化され本線をオーバークロスする珍しい線形が採用されたが貨物列車衰退により複線に戻されており、コンクリートの橋梁と枕木のみが遺構として残っている。そのほか、新山口駅 - 下関駅間では送り込みもかねた気動車列車もあったが2006年に廃止となった。

### 年表

#### 山陽鉄道
- 1888年（明治21年）

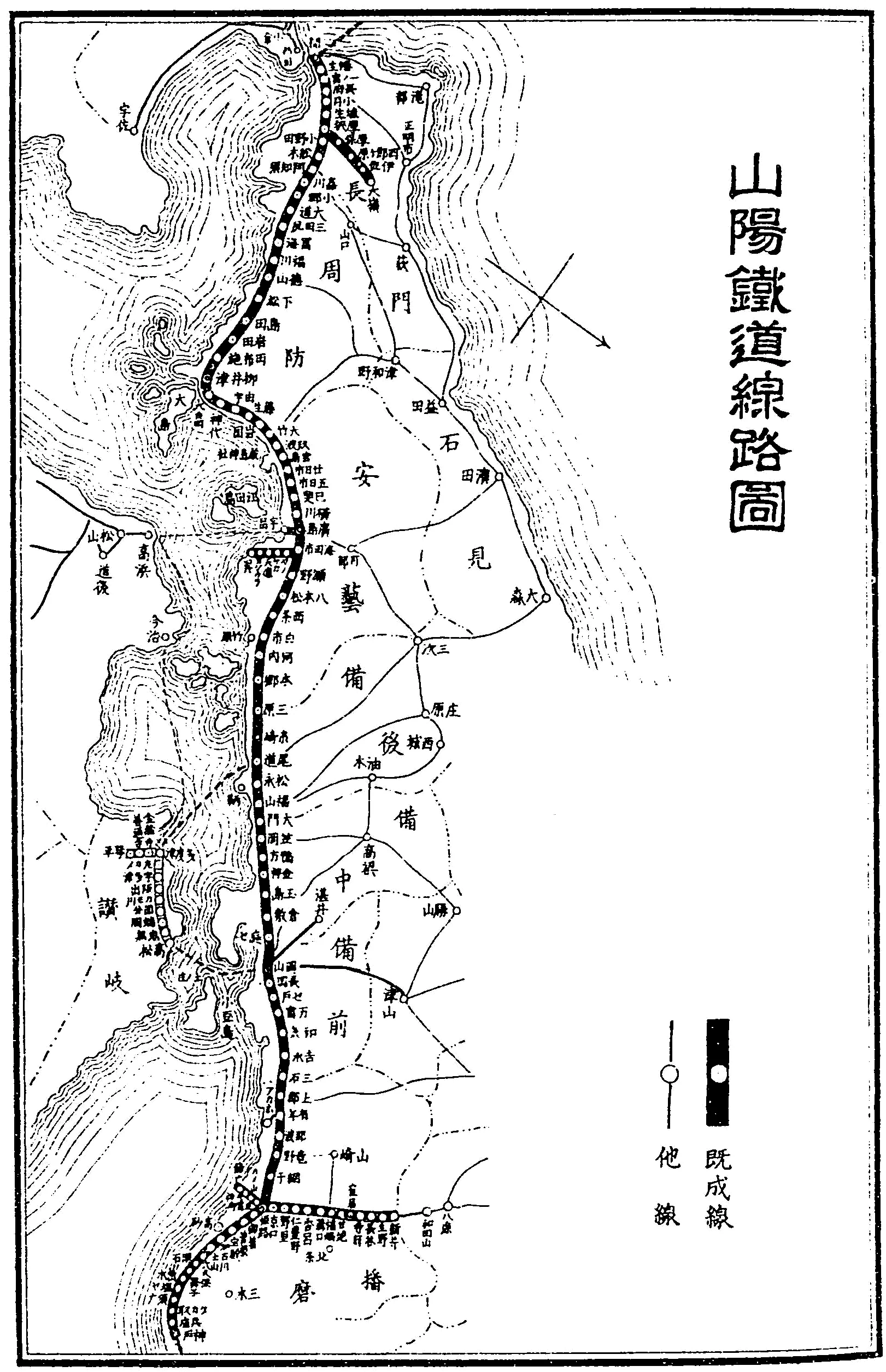
山陽鉄道株式会社 1906年の路線図

  - 11月1日：山陽鉄道により兵庫駅 - 明石駅間 （10M68C11L≒17.46 km）が開業。兵庫駅・須磨駅・垂水駅・明石駅が開業。
  - 12月23日：明石駅 - 姫路駅間 （22M14C94L≒35.71 km）が延伸開業。大久保駅・土山駅・加古川駅・阿弥陀駅（現在の曽根駅）・姫路駅が開業。
- 1889年（明治22年）
  - 2月1日：全線改マイルにより2C99L（≒0.06 km）短縮。
  - 8月：垂水駅が舞子駅に改称。
  - 9月1日：神戸駅 - 兵庫駅間 （1M11C25L≒1.84 km）が複線で延伸開業。神戸駅で官営鉄道と接続。
  - 11月11日：姫路駅 - 竜野仮停車場駅間 （10M0C≒16.09 km）が延伸開業。網干駅・竜野仮停車場が開業。
- 1890年（明治23年）
  - 7月8日：貨物支線（和田岬線）兵庫駅 - 和田崎町駅間 （1M64C≒2.90 km）が開業。和田崎町駅（現在の和田岬駅）が開業。
  - 7月10日：竜野仮停車場 - 有年駅間 （7M39C≒12.05 km）が延伸開業。竜野駅・那波駅（現在の相生駅）・有年駅が開業。竜野仮停車場が廃止。
  - 12月1日：有年駅 - 三石仮停車場駅間 （12M3C77L≒19.39 km）が延伸開業。三石仮停車場が開業。
- 1891年（明治24年）
  - 3月18日：三石仮停車場 - 岡山駅間 （27M41C≒44.28 km）が延伸開業。三石駅・吉永駅・和気駅・瀬戸駅・長岡駅（現在の東岡山駅）・岡山駅が開業。三石仮停車場が廃止。
  - 4月25日：岡山駅 - 倉敷駅間 （9M74C≒15.97 km）が延伸開業。庭瀬駅・倉敷駅が開業。
  - 5月9日：営業距離をマイル・チェーン・リンク表記からマイル・チェーン表記に簡略化、一部修正（神戸駅 - 倉敷駅間 101M9C8L→99M3C）。
  - 7月14日：倉敷駅 - 笠岡駅間 （17M39C≒28.14 km）が延伸開業。玉島駅（現在の新倉敷駅）・鴨方駅・笠岡駅が開業。
  - 9月11日：笠岡駅 - 福山駅間 （8M70C≒14.28 km）が延伸開業。福山駅が開業。
  - 11月3日：福山駅 - 尾道駅間 （12M22C≒19.75 km）が延伸開業。松永駅・尾道駅が開業。
- 1892年（明治25年）7月20日：尾道駅 - 三原駅（初代）駅間 （5M50C≒9.05 km）が延伸開業。三原駅（初代・現在の糸崎駅）が開業。
- 1893年（明治26年）
  - 4月21日：本線が改マイルにより16C（≒0.32 km）延長。
  - 12月3日：和田岬線 兵庫駅 - 和田崎町駅間に新川荷扱所が開業。
- 1894年（明治27年）6月10日：糸崎駅 - 広島駅間 （46M22C≒74.47 km）が延伸開業。三原駅（初代）を糸崎駅に改称。三原駅（2代目）・本郷駅・河内駅・西条駅・瀬野駅・海田市駅・広島駅が開業。
- 1895年（明治28年）：和田崎町駅が和田岬駅に改称。
  - 1月25日：白市駅が開業。
  - 4月4日：上郡駅・八本松駅が開業。
- 1896年（明治29年）7月1日：塩屋仮停車場（現在の塩屋駅）・舞子公園仮停車場（現在の舞子駅）が開業。
- 1897年（明治30年）
  - 9月25日：広島駅 - 徳山駅間 （68M41C≒110.26 km）が延伸開業。横川駅・己斐駅（現在の西広島駅）・廿日市駅・宮島駅（現在の宮島口駅）・玖波駅・大竹駅・岩国駅・藤生駅・由宇駅・大畠駅・柳井津駅（現在の柳井駅）・田布施駅・島田駅・下松駅・徳山駅が開業。
  - 12月18日：本線が改マイルにより5C（≒0.10 km）短縮。
  - 12月26日：万富駅・大門駅が開業。
- 1898年（明治31年）3月17日：徳山駅 - 三田尻駅間 （16M37C≒26.49 km）が延伸開業。福川駅・富海駅・三田尻駅（現在の防府駅）が開業。
- 1899年（明治32年）
  - 1月1日：兵庫駅 - 姫路駅間が複線化。
  - 4月1日：舞子駅が垂水駅に、舞子公園仮停車場が舞子仮停車場に改称。
  - 6月5日：岩田駅が開業。
  - 7月23日：神代駅（初代）が開業。
  - 12月8日：五日市駅が開業。
- 1900年（明治33年）
  - 4月1日：鷹取駅が開業。
  - 4月18日：御着駅が開業。
  - 5月14日：宝殿駅が開業。
  - 12月3日：三田尻駅 - 厚狭駅間 （32M66C≒53.83 km）が延伸開業。大道駅・小郡駅（現在の新山口駅）・嘉川駅・阿知須駅（現在の本由良駅）・船木駅（現在の厚東駅）・小野田駅・厚狭駅が開業。
- 1901年（明治34年）
  - 3月31日：和田岬線が改マイルにより2C（≒0.04 km）短縮。
  - 5月27日：厚狭駅 - 馬関駅間 （21M60C≒35.00 km）が延伸開業し、神戸駅 - 馬関駅間が全通。埴生駅・小月駅・長府駅・一ノ宮駅（現在の新下関駅）・幡生駅・馬関駅（現在の下関駅）が開業。
  - 8月4日：金神駅（現在の金光駅）が開業。
- 1902年（明治35年）
  - 3月1日：阿弥陀駅が曽根駅に改称。
  - 4月7日：和田岬線が改マイルにより14C（≒0.28 km）短縮。
  - 6月1日：馬関駅が下関駅に改称。
  - 11月12日：営業距離をマイル・チェーン表記からマイル表記に簡略化（神戸駅 - 下関駅間 329M21C→329.3M、兵庫駅 - 和田岬駅間 1M48C→1.6M）。
- 1903年（明治36年）12月：海田市駅 - 広島駅間が複線化。
- 1906年（明治39年）1月1日：長岡駅が西大寺駅に改称。

#### 鉄道院 - 運輸通信省
- 1906年（明治39年）12月1日：山陽鉄道が国有化。同時に和田岬線で改マイルが実施され、0.2M（≒0.32 km）延長。塩屋仮停車場・舞子仮停車場が駅に変更。
- 1907年（明治40年）7月1日：神代駅（初代）が仮停車場に変更され神代仮停車場になる。
- 1909年（明治42年）10月12日：国有鉄道線路名称制定。神戸駅 - 下関駅間、兵庫駅 - 和田岬駅間を山陽本線とする。
- 1910年（明治43年）
  - 7月1日：宇部駅が開業。
  - 10月25日：上郡駅 - 三石駅間が複線化。
- 1911年（明治44年）
  - 3月1日：戸田駅が開業。
  - 6月20日：三石駅 - 吉永駅間が複線化。
  - 11月1日：和田岬線 兵庫駅 - 和田岬駅間の旅客営業開始、改マイルにより0.1M（≒0.16 km）短縮。貨物支線（兵庫臨港線）新川分岐点 - 新川駅間 （0.4M≒0.64 km）が開業。新川荷扱所が和田岬線の中間駅から兵庫臨港線の終着駅扱いに変更。姫路駅 - 網干駅間に英賀保信号所が開設。
- 1912年（明治45年）
  - 4月11日：虹ヶ浜駅（現在の光駅）が開業。
  - 4月16日：和田岬線 鐘紡前駅が開業。
  - 6月15日：本郷駅 - 河内駅間に郷原信号所が開設。
- 1912年（大正元年）
  - 11月20日：八本松駅 - 瀬野駅間に上瀬野信号所が開設。
  - 11月27日：上郡駅 - 三石駅間に梨ヶ原信号所が開設。
- 1913年（大正2年）4月15日：英賀保信号所が駅に変更され英賀保駅が開業。
- 1915年（大正4年）
  - 4月26日：庭瀬駅 - 倉敷駅間に帯江信号所が開設。
  - 5月：幡生駅 - 下関駅間が複線化。
- 1916年（大正5年）
  - 1月1日：一ノ宮駅が長門一ノ宮駅に改称。
  - 6月5日：水越駅（現在の備後赤坂駅）が開業。
  - 6月30日：神代仮停車場が廃止。
  - 7月1日：尾道駅 - 糸崎駅間に木原信号所が開設。
  - 11月1日：船木駅が厚東駅に改称。
- 1917年（大正6年）
  - 4月16日：姫路駅 - 英賀保駅間が複線化。
  - 5月15日：明石駅 - 大久保駅間に小久保信号所が開設。
  - 7月10日：和気駅 - 万富駅間に熊山信号所が開設。
  - 7月13日：鴨方駅 - 笠岡駅間に里庄信号所、松永駅 - 尾道駅間に山波信号所、三原駅 - 本郷駅間に荻路信号所、河内駅 - 白市駅間に入野信号所、白市駅 - 西条駅間に西高屋信号所、瀬野駅 - 海田市駅間に中野信号所、宮島駅 - 玖波駅間に大野浦信号所、由宇駅 - 大畠駅間に神代信号所、大道駅 - 小郡駅間に四辻信号所が開設。
  - 9月29日：竜野駅 - 那波駅間が複線化。阿知須駅 - 厚東駅間に上清水信号所が開設。
  - 12月5日：英賀保駅 - 網干駅間が複線化。
- 1918年（大正7年）1月1日：水越駅が備後赤坂駅に改称。
- 1919年（大正8年）
  - 3月16日：大野浦信号所が駅に変更され大野浦駅が開業。
  - 4月1日：金神駅を金光駅に改称。
  - 5月1日：那波駅 - 有年駅間が複線化。
  - 8月1日：宇品線 広島駅 - 宇品駅間 （3.7M≒5.95 km）の旅客営業を廃止し山陽本線貨物支線として編入。
  - 10月15日：兵庫臨港線 新川荷扱所が駅に変更され新川駅が開業。
- 1920年（大正9年）
  - 2月12日：倉敷駅 - 玉島駅間に高梁仮信号場が開設。
  - 5月16日：四辻信号場が駅に変更され四辻駅が開業。
  - 5月25日：西阿知駅が開業。高梁仮信号場が廃止。
  - 8月1日：向洋駅が開業。
  - 8月15日：中野信号所が駅に変更され安芸中野駅が開業。
  - 11月15日：里庄信号所が駅に変更され里庄駅が開業。
- 1921年（大正10年）
  - 1月20日：網干駅 - 竜野間、万富駅 - 瀬戸駅間が複線化。
  - 3月25日：有年駅 - 上郡間、西大寺駅 - 中井仮信号所間が複線化。西大寺駅 - 岡山駅間に中井仮信号場が開設。
  - 11月15日：瀬戸駅 - 西大寺駅間が複線化。
- 1922年（大正11年）
  - 3月6日：吉永駅 - 和気駅間が複線化。
  - 4月1日：信号所を信号場に改称。
  - 4月15日：大久保駅 - 土山駅間に魚住信号所、土山駅 - 加古川駅間に平岡信号場が開設。
  - 7月1日：岡山駅 - 庭瀬駅間が複線化。
  - 10月28日：中井仮信号場 - 岡山駅間が複線化。
  - 10月29日：中井仮信号場が廃止。
  - 11月10日：西高屋信号場 - 西条駅間が複線化。
  - 11月20日：瀬野駅 - 安芸中野駅間が複線化。
  - 11月30日：西条駅 - 八本松駅間が複線化。
  - 12月15日：木原信号場 - 糸崎駅間が複線化。
  - 12月16日：安芸中野駅 - 海田市駅間が複線化。
- 1923年（大正12年）
  - 2月1日：大門駅 - 福山駅間が複線化。笠岡駅 - 大門駅間に金浦信号場が開設。
  - 3月30日：八本松駅 - 瀬野駅間が複線化。
  - 4月10日：尾道駅 - 木原信号場間が複線化。
  - 6月1日：和気駅 - 熊山信号場間が複線化。
  - 6月7日：熊山信号場 - 万富駅間が複線化。
  - 6月25日：笠岡駅 - 大門駅間が複線化。
  - 7月1日：有年駅 - 那波駅間に西原信号場、上郡駅 - 三石駅間に粟原信号場、三石駅 - 吉永駅間に谷村信号場、西大寺駅 - 岡山駅間に中井信号場が開設。
  - 9月30日：備後赤坂駅 - 松永駅間が複線化。
  - 11月10日：鴨方駅 - 里庄駅間が複線化。
  - 11月20日：厚狭駅 - 埴生駅間が複線化。
  - 12月12日：白市駅 - 西高屋信号場間が複線化。
  - 12月20日：帯江信号場 - 倉敷駅間が複線化。
- 1924年（大正13年）
  - 1月20日：小月駅 - 長府駅間が複線化。
  - 1月25日：庭瀬駅 - 帯江信号場間が複線化。
  - 2月11日：河内駅 - 白市駅間が複線化。
  - 2月15日：埴生駅 - 小月駅間が複線化。
  - 3月5日：金光駅 - 鴨方駅間が複線化。
  - 4月2日：玉島駅 - 金光駅間が複線化。
  - 6月1日：本郷駅 - 河内駅間が複線化。
  - 10月25日：小郡駅 - 嘉川駅間が複線化。
  - 11月8日：徳山駅 - 戸田駅間が複線化。
  - 11月15日：西阿知駅 - 玉島駅間が複線化。
  - 11月29日：荻路信号場 - 本郷駅間が複線化。
  - 11月30日：五日市駅 - 廿日市駅間が複線化。
  - 12月20日：倉敷駅 - 西阿知駅間が複線化。
- 1925年（大正14年）
  - 1月15日：三原駅 - 荻路信号場間が複線化。
  - 1月23日：吉永駅 - 和気駅間に金剛川仮信号場が開設（廃止日不詳）。
  - 1月25日：里庄駅 - 笠岡駅間が複線化。
  - 1月26日：糸崎駅 - 三原駅間が複線化。
  - 2月10日：己斐駅 - 五日市駅間が複線化。
  - 3月9日：福山駅 - 備後赤坂駅間が複線化。
  - 3月10日：嘉川駅 - 阿知須駅間が複線化。
  - 6月8日：松永駅 - 山波信号場間が複線化。
  - 8月30日：山波信号場 - 尾道駅間が複線化、神戸駅 - 広島駅間の複線化完成。
  - 8月31日：山波信号場が廃止。
  - 10月5日：厚東駅 - 宇部駅間が複線化。
  - 10月15日：金浦信号場が廃止。
  - 10月16日：粟原信号場・谷村信号場が廃止。
  - 11月5日：有年駅 - 上郡駅間に千種川仮信号場が開設（廃止日不詳）。
- 1926年（大正15年）
  - 2月1日：網干駅 - 竜野駅間に林田川仮信号場が開設（廃止日不詳）。
  - 3月15日：横川駅 - 己斐駅間が複線化。
  - 3月25日：大野浦駅 - 玖波駅間が複線化。
  - 4月17日：広島駅 - 横川駅間が複線化。
  - 4月18日：周防富田駅（現在の新南陽駅）が開業。
  - 4月30日：宇部駅 - 小野田駅間が複線化。
  - 6月30日：富海駅 - 三田尻駅間が複線化[59]。
  - 7月20日：瀬戸駅 - 西大寺駅間に砂川仮信号場が開設（廃止日不詳）。
  - 8月13日：小野田駅 - 厚狭駅間が複線化。
  - 9月23日：安芸中野駅 - 海田市駅間で列車脱線事故（山陽本線特急列車脱線事故）が発生。
  - 10月1日：西高屋信号場が駅に変更され西高屋駅が開業。
  - 10月10日：大竹駅 - 岩国駅間が複線化。
- 1927年（昭和2年）
  - 3月1日：柳井津駅 - 田布施駅間が複線化。
  - 3月15日：玖波駅 - 大竹駅間が複線化。
  - 10月15日：田布施駅 - 岩田間、阿知須駅 - 厚東駅間が複線化。
  - 12月20日：大道駅 - 四辻駅間が複線化。
- 1928年（昭和3年）
  - 2月11日：櫛ケ浜駅が開業。
  - 4月15日：戸田駅 - 富海駅間が複線化[60]。
  - 6月25日：四辻駅 - 小郡駅間が複線化。
  - 6月27日：廿日市駅 - 宮島駅間が複線化。
  - 6月30日：下松駅 - 徳山駅間が複線化[60]。
  - 7月20日：宮島駅 - 大野浦駅間が複線化。
  - 8月3日：虹ヶ浜駅 - 下松駅間が複線化。
  - 11月19日：長府駅 - 幡生駅間が経路変更、複線化。長門一ノ宮駅・幡生駅が移転。
- 1929年（昭和4年）
  - 2月3日：岩国駅が麻里布駅に改称。
  - 2月14日：厚狭駅 - 埴生駅間に福田仮信号場が開設（廃止日不詳）。
  - 4月20日：柳井港駅が開業。柳井津駅が柳井駅に改称。
- 1930年（昭和5年）
  - 3月11日：帯江信号場が駅に変更され中庄駅が開業。
  - 3月25日：明石操車場が開設。小久保信号場が廃止。
  - 4月1日：営業距離をマイル表記からメートル表記に変更、兵庫臨港線の起点を新川分岐点から兵庫駅に変更（神戸駅 - 下関駅間 329.3M→529.3 km、兵庫駅 - 和田岬駅間 1.7M→2.7 km、兵庫駅 - 新川駅間 0.4M→1.6 km、広島駅 - 宇品駅間 3.7M→5.9 km）。
  - 6月25日：藤生駅 - 由宇駅間、三田尻駅 - 大道駅間が複線化。
  - 8月11日：熊山信号場が駅に変更され熊山駅が開業。
- 1931年（昭和6年）
  - 10月10日：兵庫駅 - 鷹取駅間が3線化。神戸駅 - 鷹取駅間が高架化。
  - 11月12日：西原信号場が廃止。
  - 12月15日：梨ヶ原信号場が廃止。
- 1932年（昭和7年）12月16日：兵庫臨港線 新川駅 - 神戸市場駅間 (1.2 km) 延伸開業。兵庫駅 - 新川駅間改キロ (-0.1 km)。神戸市場駅が開業。
- 1933年（昭和8年）
  - 3月3日：上郡駅 - 三石駅間に梨ヶ原仮信号場が開設（廃止日不詳）。
  - 5月26日：中井信号場が廃止。
  - 6月21日：兵庫臨港線 新川駅 - 兵庫港駅間 (1.9 km) が開業。兵庫港駅が開業。
  - 8月2日：木原信号場が廃止。
- 1934年（昭和9年）
  - 3月31日：笠岡駅 - 大門駅間に金浦仮信号場が開設。
  - 6月11日：貨物支線 下関駅 - 下関港駅間 (1.3 km) 開業。下関港駅が開業。
  - 6月29日：金浦仮信号場が廃止。
  - 7月20日：神戸駅 - 須磨駅間が電化。
  - 8月11日：通津駅が開業。
  - 9月20日：須磨駅 - 明石駅間が電化。
  - 10月2日：西大寺駅 - 岡山駅間に百間川仮信号場が開設。
  - 12月1日：現在の岩徳線である麻里布駅（現在の岩国駅） - 周防高森駅 - 櫛ケ浜駅間 (43.7 km) が全通し、山陽本線に編入。麻里布駅 - 柳井駅 - 櫛ケ浜駅間 (65.4 km) を柳井線として分離。
- 1935年（昭和10年）2月1日：百間川仮信号場が廃止。
- 1936年（昭和11年）9月9日：魚住信号場・平岡信号場が廃止。
- 1937年（昭和12年）
  - 5月23日：神戸駅 - 兵庫駅間が複々線化。
  - 7月1日：貨物支線 広島駅 - 宇品駅間 (5.9 km) を宇品線として分離。
  - 8月31日：明石駅 - 明石操車場間が電化。旅客営業はなく、明石電車区への出入庫及び回送のみ運転[61]。
  - 9月5日：松永駅 - 尾道駅間に山波仮信号場が開設。
- 1938年（昭和13年）9月22日：兵庫駅 - 鷹取駅間が5線化。
- 1939年（昭和14年）
  - 5月16日：山波仮信号場が廃止。
  - 8月11日：荻路信号場・郷原信号場・入野信号場が廃止。
  - 8月21日：上瀬野信号場が廃止。
  - 11月15日：幡生駅 - 下関駅間に桜山信号場が開設。
- 1940年（昭和15年）10月10日：厚狭駅 - 埴生駅間に炭山信号場が開設。
- 1941年（昭和16年）
  - 2月1日：虹ヶ浜駅が光駅に改称。
  - 6月11日：上清水信号場が廃止。
  - 6月21日：炭山信号場が廃止。
- 1942年（昭和17年）
  - 4月1日：幡生駅 - 下関駅間改キロ (-0.6 km)。宮島駅が宮島口駅に、麻里布駅が岩国駅に、岩国駅が西岩国駅に改称。
  - 5月16日：桜山信号場が廃止。
  - 7月1日：関門トンネルが開通し貨物線として下関駅 - 門司駅間 (6.3 km) 開業、山陽本線全通。幡生駅 - 門司駅間が電化。下関港駅が下関駅に統合されて廃止 (-1.3 km)。
  - 9月11日：富海駅 - 三田尻駅間に牟礼仮信号場が開設。
  - 10月1日：那波駅を相生駅に改称。牟礼仮信号場が廃止。
  - 11月7日：柳井線 尾津信号場 - 藤生駅間が複線化。岩国駅 - 藤生駅間に尾津信号場が開設。
  - 11月15日：下関駅 - 門司間の旅客営業開始。下関駅が移転。
- 1943年（昭和18年）5月1日：宇部駅が西宇部駅に改称。
- 1944年（昭和19年）
  - 2月1日：海田市駅 - 広島駅間が複々線化。
  - 4月1日：明石操車場が廃止され、同操車場構内に西明石駅が開業。明石駅 - 西明石駅間の電車営業運転開始。
  - 4月1日：柳井線 大畠駅 - 柳井港駅間が複線化。
  - 5月10日：柳井線 由宇駅 - 神代信号場間が複線化。
  - 9月9日：関門トンネル上り線が開通。下関駅 - 門司駅間が複線化。
  - 9月11日：柳井線 神代信号場 - 大畠駅間が複線化。
  - 9月29日：柳井線 柳井港駅 - 柳井駅間が複線化。
  - 9月30日：柳井線 岩国駅 - 尾津信号場間が複線化。
  - 10月1日：尾津信号場が廃止。
  - 10月11日：岩田駅 - 光駅間が複線化、全線複線化完成。柳井線 (65.4 km) を山陽本線に編入し、岩国駅 - 周防高森駅 - 櫛ケ浜駅間 (43.7 km) を岩徳線として分離。神代信号場が駅に変更され神代駅（2代目）が開業。
- 1945年（昭和20年）
  - 5月1日：岡山駅 - 庭瀬駅間に岡山操車場が開設。
  - 8月8日：8月6日の広島市への原子爆弾投下により被災した広島市内の区間が、広島 - 横川間が複線開通して全線復旧が完了[62]。
  - 10月15日：本郷駅 - 河内駅間に郷原仮信号場が開設。
  - 11月19日：郷原仮信号場が廃止。
- 1947年（昭和22年）7月15日：神代駅 - 大畠駅間に東原仮信号場・西原仮信号場が開設。
- 1948年（昭和23年）9月2日：東原仮信号場・西原仮信号場が廃止。

#### 日本国有鉄道
- 1950年（昭和25年）6月1日：阿知須駅を本由良駅に改称。
- 1952年（昭和27年）6月20日：南岩国駅が開業。
- 1953年（昭和28年）12月25日：入野駅が開業。
- 1954年（昭和29年）4月1日：新長田駅が開業。
- 1956年（昭和31年）2月15日：岩国駅 - 南岩国駅間に川下信号場が開設。在日米軍岩国基地専用線の分岐点。
- 1957年（昭和32年）3月27日：貨物支線 姫路駅 - 姫路市場駅間 (1.5 km) が開業。姫路市場駅が開業。
- 1958年（昭和33年）4月10日：西明石駅 - 姫路駅間が電化。
- 1959年（昭和34年）
  - 9月22日：姫路駅 - 上郡駅間が電化。
  - 10月16日：厚狭駅 - 埴生駅間に福田信号場開設通報。
  - 12月26日：玖波駅 - 大竹駅間に小方信号場開設通報。
- 1960年（昭和35年）
  - 3月31日：小方信号場・福田信号場廃止通報。
  - 4月18日：大竹駅 - 岩国駅間に新港信号場、埴生駅 - 小月駅間に松屋信号場開設通報。
  - 6月1日：西宇部駅 - 厚狭駅間が電化[63]。
  - 7月25日：新港信号場廃止通報。
  - 9月12日：神代駅 - 大畠駅間に相地信号場、長府駅 - 長門一ノ宮駅間に滑石信号場開設通報。松屋信号場廃止通報。
  - 10月1日：上郡駅 - 倉敷駅間が電化。
- 1961年（昭和36年）
  - 2月23日：相地信号場廃止通報。
  - 3月20日：西大寺駅を東岡山駅に改称。
  - 5月：本由良駅 - 厚東駅間に善和信号場が開設。
  - 5月1日：滑石信号場廃止通報。
  - 6月1日：小郡駅 - 西宇部間、厚狭駅 - 幡生駅間が電化。
  - 8月1日：三田尻駅 - 大道駅間に佐波川信号場が開設。
  - 8月21日：宮島口駅 - 大野浦駅間に賀撫津信号場が開設。
  - 9月：善和信号場が廃止。
  - 9月6日：倉敷駅 - 三原駅間が電化[64]（正式電化開業は10月1日[65]）。
  - 10月：戸田駅 - 富海駅間に田ノ浴信号場が開設。佐波川信号場が廃止。
  - 10月1日：魚住駅・東加古川駅が開業。
  - 12月：賀撫津信号場が廃止。
  - 12月21日：廿日市駅 - 宮島口駅間に阿品信号場が開設。
- 1962年（昭和37年）
  - 3月1日：和田岬線 鐘紡前駅が廃止（1948年3月頃から休止中）。
  - 5月10日：田ノ浴信号場廃止通報。
  - 5月12日：三原駅 - 広島駅間が電化。
  - 6月：阿品信号場が廃止。岩田駅 - 島田駅間に立野信号場が開設。
  - 10月1日：広島駅 - 横川駅間が電化。
  - 11月1日：三田尻駅が防府駅に改称。
- 1963年（昭和38年）
  - 6月：立野信号場が廃止。
  - 6月28日：横川駅 - 己斐駅間が高架化（実際には太田川放水路以西、すなわち横川駅 - 己斐駅間のほとんどは地上線である）。
  - 11月8日：大野浦駅 - 玖波駅間に八坂信号場開設通報。
- 1964年（昭和39年）
  - 5月12日：八坂信号場が廃止。
  - 7月25日：横川駅 - 小郡駅間が電化され、全線電化完成。
  - 10月1日：西宇部駅が宇部駅に改称。
- 1965年（昭和40年）3月28日：鷹取駅 - 西明石駅間が複々線化。垂水駅付近が高架化。
- 1966年（昭和41年）6月15日：貨物駅として東福山駅が開業。
- 1968年（昭和43年）
  - 6月20日：朝霧駅が開業。
  - 9月20日：宇部駅 - 厚狭駅間が3線化[66]。
- 1969年（昭和44年）
  - 3月1日：貨物駅として東広島駅（現在の広島貨物ターミナル駅）が開業。
  - 10月1日：貨物駅として西岡山駅が開業。己斐駅が西広島駅に改称。
- 1974年（昭和49年）9月24日：福山駅付近が高架化。
- 1975年（昭和50年）3月10日：玉島駅が新倉敷駅に、長門一ノ宮駅が新下関駅に改称。
- 1979年（昭和54年）
  - 4月1日：東福山駅の旅客営業開始。
  - 11月1日：貨物支線 姫路駅 - 姫路市場駅間 (1.5 km) が廃止。姫路市場駅が廃止。
- 1980年（昭和55年）10月1日：周防富田駅が新南陽駅に改称。和田岬線 兵庫駅 - 和田岬駅間の貨物営業廃止。
- 1984年（昭和59年）
  - 2月1日：兵庫臨港線 兵庫駅 - 新川駅 - 神戸市場駅間 (2.7 km)、新川駅 - 兵庫港駅間 (1.9 km) が廃止。新川駅・神戸市場駅・兵庫港駅・川下信号場が廃止。
  - 12月6日：三原駅 - 下関駅間で CTC 使用開始
- 1985年（昭和60年）3月14日：高島駅・新井口駅が開業。
- 1986年（昭和61年）11月1日：上道駅および貨物駅として防府貨物駅が開業。

#### 民営化以降
- 1987年（昭和62年）4月1日：国鉄分割民営化により、神戸駅 - 下関駅間が西日本旅客鉄道、下関駅 - 門司駅間が九州旅客鉄道が承継。日本貨物鉄道が神戸駅 - 門司駅間の第二種鉄道事業者となる。
- 1988年（昭和63年）
  - 3月13日：大阪駅 - 神戸駅 - 姫路駅間にJR神戸線の愛称が使用開始。
  - 4月3日：宮内串戸駅が開業。
- 1989年（平成元年）
  - 3月11日：岡山駅 - 福山駅間の快速を「SUNライナー」と命名[67]（後に「サンライナー」と改称）。
  - 8月11日：中野東駅・阿品駅が開業。
- 1990年（平成2年）
  - 3月10日：岡山操車場が貨物駅の西岡山駅に統合され廃止。
  - 3月15日：旧岡山操車場の場所に貨物駅の西岡山駅が移転。
  - 6月26日：三原駅付近高架化。三原駅 - 本郷駅間が経路変更され0.6km短縮。
- 1991年（平成3年）4月1日：山陰本線への直通列車のみ、幡生駅 - 下関駅間でワンマン運転開始[68][69]。
- 1992年（平成4年）3月14日：岩徳線への直通列車のみ、櫛ケ浜駅 - 徳山駅間でワンマン運転開始。
- 1994年（平成6年）
  - 3月21日：JR貨物の姫路駅が移転し、姫路貨物駅に改称。
  - 5月23日：防府駅付近高架化。
- 1995年（平成7年）
  - 1月17日：阪神・淡路大震災により、姫路駅 - 神戸駅間が不通になる。
  - 1月18日：一部区間で運転を再開（以後段階的に開通して不通区間が解消）。
  - 1月30日：神戸駅 - 須磨駅間のうち、上下電車線・内側線が復旧。
  - 4月1日：神戸駅 - 西明石駅間の上下列車線・外側線が復旧。
  - 10月1日：地域鉄道部制度発足に伴い、新倉敷駅 - 糸崎駅間が岡山支社直轄からせとうち地域鉄道部管理に、糸崎駅（構内除く）- 白市駅（構内除く）間が広島支社直轄から三原地域鉄道部管理に、岩国駅 - 四辻駅（構内除く）間が広島支社直轄から徳山地域鉄道部管理に、四辻駅 - 下関駅間が広島支社直轄から下関地域鉄道部管理になる[70]。
  - 12月22日：貨物駅の東広島駅が広島貨物ターミナル駅に改称。
- 1996年（平成8年）7月21日：東尾道駅が開業。
- 1997年（平成9年）3月31日：宇部駅 - 厚狭駅間の増線（貨物線）が廃止され複線に戻る。
- 1999年（平成11年）12月4日：快速「サンライナー」でワンマン運転開始[28]。
- 2000年（平成12年）3月11日：前空駅が開業。
- 2001年（平成13年）7月1日：和田岬線 兵庫駅 - 和田岬駅間が電化。
- 2002年（平成14年）3月23日：呉線への直通列車のみ、海田市駅 - 広島駅間で日中の快速がワンマン運転開始。
- 2003年（平成15年）
  - 5月12日：加古川駅下り線が高架化。
  - 5月26日：加古川駅上り線が高架化され、同駅の山陽本線部分高架化が完成[71]。
  - 10月1日：小郡駅が新山口駅に改称[72]。
  - 12月1日：JR貨物の鷹取駅が神戸貨物ターミナル駅に改称。
- 2004年（平成16年）
  - 3月13日：天神川駅が開業[73]。
  - 10月16日：東岡山駅 - 岡山駅間で赤穂線への直通列車が、岡山駅 - 倉敷駅間で伯備線への直通列車がそれぞれワンマン運転開始。
- 2005年（平成17年）
  - 3月1日：ひめじ別所駅が開業[74]。
  - 10月1日：北長瀬駅が開業。
- 2006年（平成18年）3月26日：姫路駅付近が高架化。
- 2008年（平成20年）3月15日：須磨海浜公園駅・はりま勝原駅・西川原駅・和木駅が開業。
- 2009年（平成21年）
  - 6月1日：組織改正により、四辻駅 - 厚狭駅（構内除く）間の管理が下関地域鉄道部から山口地域鉄道部に移管される[75]。
  - 7月12日：網干駅 - 上郡駅間でATS-Pが使用開始[76][77]。
- 2010年（平成22年）4月1日：防府貨物駅が廃止[78]。併設されたコンテナ集配施設（当時は防府貨物オフレールステーション）のみ存続。
- 2015年（平成27年）3月14日：新白島駅が開業[79]。
- 2016年（平成28年）
  - 3月26日：東姫路駅が開業[80][81]。西岡山駅を岡山貨物ターミナル駅に改称[82]。
  - 5月12日：上郡駅 - 三原駅間（両駅の構内除く）でCTC装置を含む運行管理システムが使用開始[83]。
- 2017年（平成29年）
  - 3月4日：寺家駅が開業[84]。
  - 6月1日：組織改正によりせとうち地域鉄道部が廃止され、同地域鉄道部の管轄区間が岡山支社直轄に戻る[85]。
- 2018年（平成30年）
  - 6月1日：組織改正により三原地域鉄道部が廃止され、同地域鉄道部の管轄区間が広島支社直轄に戻る[85]。
  - 7月6日：平成30年7月豪雨のため、相生駅 - 和気駅間、岡山駅 - 下関間が運休[86]。三原駅 - 海田市駅間の至る箇所で土砂流入・盛土流出などの被害を受けた[87]。
  - 7月7日：和気駅 - 岡山駅間も運休[86]。
  - 7月8日：相生駅 - 上郡駅間、新山口駅 - 下関駅間が運転再開[88]。
  - 7月9日：瀬戸駅 - 笠岡駅間、海田市駅 - 岩国駅間、徳山駅 - 新山口駅間が運転再開[89]。
  - 7月10日：上郡駅 - 瀬戸駅間が運転再開[90]。
  - 7月14日：笠岡駅 - 福山駅間が運転再開[91]。
  - 7月17日：岩国駅 - 柳井駅間が運転再開[92]。
  - 7月18日：福山駅 - 三原駅間が運転再開[91]。
  - 8月1日：下松駅 - 徳山駅間が運転再開[93]。
  - 8月18日：瀬野駅 - 海田市駅間が運転再開[94]。
  - 8月21日：白市駅 - 八本松駅間が運転再開、9月8日まではこの区間のみでの暫定的な折り返し運転を実施[95]。
  - 9月9日：八本松駅 - 瀬野駅間、柳井駅 - 下松駅間が運転再開[96]。
  - 9月29日：平成30年台風第24号の影響で光駅 - 下松駅間で土砂流入が再発し、柳井駅 - 下松駅間が再度運休[97]。
  - 9月30日：三原駅 - 白市駅間が運転再開[97][98]。
  - 10月13日：柳井駅 - 下松駅間が運転再開され、豪雨災害発生以来3か月ぶりに全線の運転が再開される[99][100]。ただし徐行が必要な区間があることから、一部区間では翌2019年3月15日まで平日ダイヤを元にした暫定ダイヤを適用。
- 2020年（令和2年）
  - 4月26日：白市駅 - 西広島駅間にてD-TASが使用開始する[101]。
  - 9月：駅ナンバー（駅番号）を三石駅 - 三原駅間および糸崎駅 - 岩国駅間の各駅に順次導入[102][103][注釈 8]。
- 2021年（令和3年）
  - 8月14日 : 大雨の影響で小野田駅 - 厚狭駅間で線路の路盤が崩落などしたため、厚東駅 - 厚狭駅間で運休[104]。
  - 9月5日 : 厚東駅 - 厚狭駅間が運行再開[105]。
- 2022年（令和4年）3月12日：快速「サンライナー」廃止[29]。
- 2023年（令和5年）
  - 3月18日：岩国駅 - 下関駅間でワンマン運転開始[106]。
  - 7月11日：大雨の影響で小野田駅 - 厚狭駅間で盛り土に亀裂が生じたため、同区間の運転を2週間程度見合わせることをJR西日本が発表[107]。
  - 7月21日：小野田駅 - 厚狭駅間が運転再開[108]。
- 2025年（令和7年）4月1日：当線の電車特定区間が神戸駅 - 西明石駅間から神戸駅 - 網干駅間に拡大[109][110]。
- 2026年（令和8年）春：手柄山平和公園駅開業予定[111]。
- 2027年（令和9年）度：海田市駅周辺高架化工事着手予定[112]。
- 2031年（令和13年）春：向洋駅周辺高架化工事完了予定[112]。
- 2036年（令和18年）度：海田市駅周辺高架化工事完了予定[112]。
- 2038年（令和20年）3月31日：広島市東部地区連続立体交差事業完了予定[113]。

## 駅一覧
（貨）：貨物専用駅、◆・◇：貨物取扱駅（貨物専用駅を除く。◇印は定期貨物列車の発着なし）

### 西日本旅客鉄道

#### 神戸駅 - 姫路駅間、兵庫駅 - 和田岬駅間
ここでは駅名と主要駅のキロ程のみを記す。接続路線・快速停車駅などの詳細についてはJR神戸線#駅一覧および和田岬線#駅一覧を参照。
( ) 内は起点からの営業キロ
本線
神戸駅 (0.0 km) - 兵庫駅◇ (1.8 km) - 新長田駅 - 鷹取駅・（貨）神戸貨物ターミナル駅 - 須磨海浜公園駅 - 須磨駅 - 塩屋駅 - 垂水駅 - 舞子駅 - 朝霧駅 - 明石駅 - 西明石駅 (22.8 km) - 大久保駅 - 魚住駅 - 土山駅 - 東加古川駅 - 加古川駅 (39.1 km) - 宝殿駅◇ - 曽根駅 - ひめじ別所駅・（貨）姫路貨物駅 - 御着駅◇ - 東姫路駅 - 姫路駅 (54.8 km)
支線（和田岬線）
兵庫駅 (0.0 km) - 和田岬駅 (2.7 km)

#### 姫路駅 - 上郡駅間
- 停車駅
  - 新快速・快速・普通…この区間のすべての旅客駅に停車。
  - 特急…#優等列車の各列車記事参照。
- この区間は全駅兵庫県に所在。
- 網干駅 - 竜野駅間で揖保郡太子町を通るが、同町内に駅はない。
- この区間については、2020年9月時点で駅ナンバーは姫路駅（JR神戸線#駅一覧参照）を除いて導入されていない。

| 駅名         | 駅間 営業キロ | 累計 営業キロ | 累計 営業キロ | 接続路線 | 所在地                                 |
| 駅名         | 駅間 営業キロ | 神戸 から     | 東京 から     | 接続路線 | 所在地                                 |
| ------------ | ------------- | ------------- | ------------- | --- | -------------------------------------- |
| 直通運転区間 | 直通運転区間  | 直通運転区間  | 直通運転区間  | 山陽本線（JR神戸線）（神戸・大阪方面）                                                                               | 山陽本線（JR神戸線）（神戸・大阪方面） |
| 姫路駅       | -             | 54.8          | 644.3         | 西日本旅客鉄道： 山陽新幹線・ 山陽本線（JR神戸線:JR-A85）・ 播但線・ 姫新線 山陽電気鉄道： 本線 …山陽姫路駅（SY 43） | 姫路市                                 |
| 英賀保駅     | 4.6           | 59.4          | 648.9         | | 姫路市                                 |
| はりま勝原駅 | 2.8           | 62.2          | 651.7         | | 姫路市                                 |
| 網干駅       | 2.9           | 65.1          | 654.6         | | 姫路市                                 |
| 竜野駅       | 5.9           | 71.0          | 660.5         | | たつの市                               |
| 相生駅       | 4.5           | 75.5          | 665.0         | 西日本旅客鉄道： 山陽新幹線・ 赤穂線                                                                                 | 相生市                                 |
| 有年駅       | 7.6           | 83.1          | 672.6         | | 赤穂市                                 |
| 上郡駅       | 6.5           | 89.6          | 679.1         | 西日本旅客鉄道： 山陽本線（岡山方面） 智頭急行：智頭線                                                               | 赤穂郡 上郡町                          |
| 直通運転区間 | 直通運転区間  | 直通運転区間  | 直通運転区間  | 山陽本線（岡山方面）                                                                                                 | 山陽本線（岡山方面）                   |

- 以下の駅以外は無人駅
- 直営駅（5駅）
  - 姫路駅・英賀保駅・網干駅・相生駅・上郡駅
- 業務委託駅
  - JR西日本交通サービス（2駅）
    - はりま勝原駅・竜野駅

#### 上郡駅 - 岡山駅間
- 停車駅
  - 普通…すべての旅客駅に停車。
  - 特急…#優等列車の各列車記事参照。
- 駅ナンバーは2020年9月より順次導入[102]。上郡駅は導入対象外。

| 駅ナンバー   | 駅名                        | 駅間 営業キロ | 累計 営業キロ | 累計 営業キロ | 接続路線 | 所在地               | 所在地               | 所在地               |
| 駅ナンバー   | 駅名                        | 駅間 営業キロ | 神戸 から     | 東京 から     | 接続路線 | 所在地               | 所在地               | 所在地               |
| ------------ | --------------------------- | ------------- | ------------- | ------------- | --- | -------------------- | -------------------- | -------------------- |
| 直通運転区間 | 直通運転区間                | 直通運転区間  | 直通運転区間  | 直通運転区間  | 山陽本線（姫路方面） | 山陽本線（姫路方面） | 山陽本線（姫路方面） | 山陽本線（姫路方面） |
| -            | 上郡駅                      | -             | 89.6          | 679.1         | 西日本旅客鉄道： 山陽本線（姫路方面） 智頭急行：智頭線 | 兵庫県 赤穂郡 上郡町 | 兵庫県 赤穂郡 上郡町 | 兵庫県 赤穂郡 上郡町 |
| JR-S11       | 三石駅                      | 12.8          | 102.4         | 691.9         | | 岡山県               | 備前市               | 備前市               |
| JR-S10       | 吉永駅                      | 7.1           | 109.5         | 699.0         | | 岡山県               | 備前市               | 備前市               |
| JR-S09       | 和気駅                      | 5.3           | 114.8         | 704.3         | | 岡山県               | 和気郡 和気町        | 和気郡 和気町        |
| JR-S08       | 熊山駅                      | 4.6           | 119.4         | 708.9         | | 岡山県               | 赤磐市               | 赤磐市               |
| JR-S07       | 万富駅                      | 4.1           | 123.5         | 713.0         | | 岡山県               | 岡山市               | 東区                 |
| JR-S06       | 瀬戸駅                      | 4.5           | 128.0         | 717.5         | | 岡山県               | 岡山市               | 東区                 |
| JR-S05       | 上道駅                      | 4.7           | 132.7         | 722.2         | | 岡山県               | 岡山市               | 東区                 |
| JR-S04       | 東岡山駅                    | 3.4           | 136.1         | 725.6         | 西日本旅客鉄道： 赤穂線（JR-N04） | 岡山県               | 岡山市               | 中区                 |
| JR-S03       | 高島駅                      | 2.8           | 138.9         | 728.4         | | 岡山県               | 岡山市               | 中区                 |
| JR-S02       | 西川原駅 （西川原・就実駅） | 1.9           | 140.8         | 730.3         | | 岡山県               | 岡山市               | 中区                 |
| JR-S01       | 岡山駅                      | 2.6           | 143.4         | 732.9         | 西日本旅客鉄道： 山陽新幹線・ 山陽本線（福山方面:JR-W01）・ 伯備線（JR-V01）・ 津山線・ 宇野線（宇野みなと線:JR-L01）・ 瀬戸大橋線（JR-M01）・ 吉備線（桃太郎線:JR-U01） 岡山電気軌道：東山本線 …岡山駅前停留場（H01,S01） | 岡山県               | 岡山市               | 北区                 |
| 直通運転区間 | 直通運転区間                | 直通運転区間  | 直通運転区間  | 直通運転区間  | 山陽本線（福山方面） | 山陽本線（福山方面） | 山陽本線（福山方面） | 山陽本線（福山方面） |

- 以下の駅以外は無人駅
- 直営駅（5駅）
  - 上郡駅・和気駅・瀬戸駅・東岡山駅・岡山駅
- 業務委託駅
  - JR西日本中国交通サービス（1駅）
    - 高島駅

#### 岡山駅 - 福山駅間
- 停車駅
  - 普通…すべての旅客駅に停車。
  - 特急…#優等列車の各列車記事参照。
- 駅ナンバーは2020年9月より順次導入[102]。

| 駅ナンバー   | 駅名                       | 駅間 営業キロ | 累計 営業キロ | 累計 営業キロ | 接続路線 | 所在地               | 所在地               | 所在地               |
| 駅ナンバー   | 駅名                       | 駅間 営業キロ | 神戸 から     | 東京 から     | 接続路線 | 所在地               | 所在地               | 所在地               |
| ------------ | -------------------------- | ------------- | ------------- | ------------- | --- | -------------------- | -------------------- | -------------------- |
| 直通運転区間 | 直通運転区間               | 直通運転区間  | 直通運転区間  | 直通運転区間  | 山陽本線（瀬戸方面） | 山陽本線（瀬戸方面） | 山陽本線（瀬戸方面） | 山陽本線（瀬戸方面） |
| JR-W01       | 岡山駅                     | -             | 143.4         | 732.9         | 西日本旅客鉄道： 山陽新幹線・ 山陽本線（瀬戸方面:JR-S01）・ 赤穂線（JR-N01）・ 津山線・ 宇野線（宇野みなと線:JR-L01）・ 瀬戸大橋線（JR-M01）・ 吉備線（桃太郎線:JR-U01） 岡山電気軌道：東山本線 …岡山駅前停留場（H01,S01） | 岡山県               | 岡山市 北区          |                      |
| -            | （貨）岡山貨物ターミナル駅 | 2.5           | 145.9         | 735.4         | | 岡山県               | 岡山市 北区          |                      |
| JR-W02       | 北長瀬駅                   | 0.9           | 146.8         | 736.3         | | 岡山県               | 岡山市 北区          |                      |
| JR-W03       | 庭瀬駅                     | 3.1           | 149.9         | 739.4         | | 岡山県               | 岡山市 北区          |                      |
| JR-W04       | 中庄駅                     | 4.7           | 154.6         | 744.1         | | 岡山県               | 倉敷市               |                      |
| JR-W05       | 倉敷駅                     | 4.7           | 159.3         | 748.8         | 西日本旅客鉄道： 伯備線（JR-V05） 水島臨海鉄道：水島本線 …倉敷市駅（MR0） | 岡山県               | 倉敷市               |                      |
| JR-W06       | 西阿知駅                   | 4.0           | 163.3         | 752.8         | | 岡山県               | 倉敷市               |                      |
| JR-W07       | 新倉敷駅                   | 5.3           | 168.6         | 758.1         | 西日本旅客鉄道： 山陽新幹線 | 岡山県               | 倉敷市               |                      |
| JR-W08       | 金光駅                     | 6.3           | 174.9         | 764.4         | | 岡山県               | 浅口市               |                      |
| JR-W09       | 鴨方駅                     | 3.5           | 178.4         | 767.9         | | 岡山県               | 浅口市               |                      |
| JR-W10       | 里庄駅                     | 4.0           | 182.4         | 771.9         | | 岡山県               | 浅口郡 里庄町        |                      |
| JR-W11       | 笠岡駅                     | 4.7           | 187.1         | 776.6         | | 岡山県               | 笠岡市               |                      |
| JR-W12       | 大門駅                     | 7.1           | 194.2         | 783.7         | | 広島県 福山市        | 広島県 福山市        | 広島県 福山市        |
| JR-W13       | 東福山駅◆                  | 3.3           | 197.5         | 787.0         | | 広島県 福山市        | 広島県 福山市        | 広島県 福山市        |
| JR-W14       | 福山駅◇                    | 4.2           | 201.7         | 791.2         | 西日本旅客鉄道： 山陽新幹線・ 山陽本線（糸崎方面:JR-X14）・ 福塩線 | 広島県 福山市        | 広島県 福山市        | 広島県 福山市        |
| 直通運転区間 | 直通運転区間               | 直通運転区間  | 直通運転区間  | 直通運転区間  | 山陽本線（糸崎方面） | 山陽本線（糸崎方面） | 山陽本線（糸崎方面） | 山陽本線（糸崎方面） |

- 以下の駅以外は無人駅
- 直営駅（5駅）
  - 岡山駅・倉敷駅・新倉敷駅・笠岡駅・福山駅
- 業務委託駅
  - JR西日本中国交通サービス（2駅）
    - 北長瀬駅・中庄駅

#### 福山駅 - 糸崎駅・三原駅間
- 便宜上、岡山・福山方面からの列車運行の西端となる三原駅も含めて記載する。
- 定期普通列車はこの区間のすべての旅客駅に停車。
- この区間は全駅広島県に所在。
- 駅ナンバーは2020年9月より順次導入[102]。

| 駅ナンバー   | 駅名         | 駅間営業キロ | 累計 営業キロ | 累計 営業キロ | 接続路線                                                                         | 所在地               |
| 駅ナンバー   | 駅名         | 駅間営業キロ | 神戸 から     | 東京 から     | 接続路線                                                                         | 所在地               |
| ------------ | ------------ | ------------ | ------------- | ------------- | -------------------------------------------------------------------------------- | -------------------- |
| 直通運転区間 | 直通運転区間 | 直通運転区間 | 直通運転区間  | 直通運転区間  | 山陽本線（岡山方面）                                                             | 山陽本線（岡山方面） |
| JR-X14       | 福山駅◇      | -            | 201.7         | 791.2         | 西日本旅客鉄道： 山陽新幹線・ 山陽本線（岡山方面:JR-W14）・ 福塩線               | 福山市               |
| JR-X15       | 備後赤坂駅   | 5.8          | 207.5         | 797.0         |                                                                                  | 福山市               |
| JR-X16       | 松永駅       | 4.9          | 212.4         | 801.9         |                                                                                  | 福山市               |
| JR-X17       | 東尾道駅     | 2.9          | 215.3         | 804.8         |                                                                                  | 尾道市               |
| JR-X18       | 尾道駅       | 6.5          | 221.8         | 811.3         |                                                                                  | 尾道市               |
| JR-X19       | 糸崎駅◇      | 9.1          | 230.9         | 820.4         | 西日本旅客鉄道： 山陽本線（白市・広島方面:JR-G17）                               | 三原市               |
| JR-X20       | 三原駅       | 2.4          | 233.3         | 822.8         | 西日本旅客鉄道： 山陽新幹線・ 山陽本線（白市・広島方面:JR-G16）・ 呉線（JR-Y31） | 三原市               |

1. ↑  赤穂線の正式な起点は相生駅だが、播州赤穂からの列車はすべて姫路駅へ乗り入れる
2. 1 2  赤穂線の正式な終点は東岡山駅だが、運転系統上は岡山駅へ乗り入れる
3. 1 2  伯備線の正式な起点は倉敷駅だが、運転系統上は岡山駅へ乗り入れる
4. ↑  宇野みなと線と瀬戸大橋線は宇野線 岡山駅 - 茶屋町駅間で重複。

- 以下の駅以外は無人駅
- 直営駅（5駅）
  - 福山駅・松永駅・尾道駅・三原駅

#### 糸崎駅 - 広島駅間
- 広：特定都区市内制度における「広島市内」エリアの駅
- 停車駅
  - 普通…すべての旅客駅に停車
  - 快速…●印の駅は停車、↓・↑印の駅は通過（矢印はその方向のみ運転）
- この区間は全駅広島県に所在。
- 駅ナンバーは2020年9月より順次導入[103]。

| 駅ナンバー                               | 駅名                       | 駅間 営業キロ | 累計 営業キロ | 累計 営業キロ | 快速 通勤ライナー    | 快速 シティライナー  | 接続路線・備考 | 所在地               | 所在地               |
| 駅ナンバー                               | 駅名                       | 駅間 営業キロ | 神戸 から     | 東京 から     | 快速 通勤ライナー    | 快速 シティライナー  | 接続路線・備考 | 所在地               | 所在地               |
| ---------------------------------------- | -------------------------- | ------------- | ------------- | ------------- | -------------------- | -------------------- | --- | -------------------- | -------------------- |
| JR-G17                                   | 糸崎駅◇                    | -             | 230.9         | 820.4         | ●                    |                      | 西日本旅客鉄道： 山陽本線（福山方面:JR-X19）                                                                                        | 三原市               | 三原市               |
| JR-G16                                   | 三原駅                     | 2.4           | 233.3         | 822.8         | ●                    |                      | 西日本旅客鉄道： 山陽新幹線・ 山陽本線（福山方面:JR-X20）・ 呉線（JR-Y31）                                                          | 三原市               | 三原市               |
| JR-G15                                   | 本郷駅                     | 9.5           | 242.8         | 832.3         | ●                    |                      | | 三原市               | 三原市               |
| JR-G14                                   | 河内駅                     | 12.3          | 255.1         | 844.6         | ●                    |                      | | 東広島市             | 東広島市             |
| JR-G13                                   | 入野駅                     | 4.4           | 259.5         | 849.0         | ●                    |                      | | 東広島市             | 東広島市             |
| JR-G12                                   | 白市駅                     | 4.4           | 263.9         | 853.4         | ●                    | ●                    | | 東広島市             | 東広島市             |
| JR-G11                                   | 西高屋駅                   | 4.4           | 268.3         | 857.8         | ●                    | ●                    | | 東広島市             | 東広島市             |
| JR-G10                                   | 西条駅                     | 4.6           | 272.9         | 862.4         | ●                    | ●                    | | 東広島市             | 東広島市             |
| JR-G09                                   | 寺家駅                     | 2.3           | 275.2         | 864.7         | ↓                    | ↓                    | | 東広島市             | 東広島市             |
| JR-G08                                   | 八本松駅                   | 3.7           | 278.9         | 868.4         | ●                    | ●                    | | 東広島市             | 東広島市             |
| （この間で急勾配が連続する瀬野八を通る） |                            |               |               |               |                      |                      | |                      |                      |
| JR-G07                                   | 瀬野駅 広                  | 10.6          | 289.5         | 879.0         | ↓                    | ↓                    | | 広島市 安芸区        | 広島市 安芸区        |
| JR-G06                                   | 中野東駅 広                | 2.9           | 292.4         | 881.9         | ↓                    | ↓                    | | 広島市 安芸区        | 広島市 安芸区        |
| JR-G05                                   | 安芸中野駅 広              | 2.0           | 294.4         | 883.9         | ↓                    | ↓                    | | 広島市 安芸区        | 広島市 安芸区        |
| JR-G04                                   | 海田市駅 広                | 3.9           | 298.3         | 887.8         | ●                    | ●                    | 西日本旅客鉄道： 呉線（JR-Y04） | 安芸郡               | 海田町               |
| JR-G03                                   | 向洋駅 広                  | 2.3           | 300.6         | 890.1         | ↓                    | ↓                    | | 安芸郡               | 府中町               |
| JR-G02                                   | 天神川駅 広                | 1.8           | 302.4         | 891.9         | ↓                    | ↓                    | | 広島市 南区          | 広島市 南区          |
| -                                        | （貨）広島貨物ターミナル駅 | 0.7           | 303.1         | 892.6         | ↓                    | ↓                    | | 広島市 南区          | 広島市 南区          |
| JR-G01                                   | 広島駅 広                  | 1.6           | 304.7         | 894.2         | ●                    | ●                    | 西日本旅客鉄道： 山陽新幹線・ 山陽本線（岩国方面:JR-R01）・ 可部線（JR-B01）・ 芸備線（JR-P01） 広島電鉄： 本線 …広島駅停留場（M1） | 広島市 南区          | 広島市 南区          |
| 直通運転区間                             | 直通運転区間               | 直通運転区間  | 直通運転区間  | 直通運転区間  | 山陽本線（岩国方面） | 山陽本線（岩国方面） | 山陽本線（岩国方面） | 山陽本線（岩国方面） | 山陽本線（岩国方面） |

- 以下の駅以外は無人駅
- 直営駅（5駅）
  - 三原駅・西条駅・海田市駅・広島駅
- JR西日本中国交通サービスによる業務委託駅（5駅）
  - 西高屋駅・八本松駅・瀬野駅・向洋駅・天神川駅

#### 広島駅 - 岩国駅間
- 広：特定都区市内制度における「広島市内」エリアの駅
- 停車駅
  - 普通…すべての旅客駅に停車
  - 快速…●印の駅は停車、↓・↑印の駅は通過（矢印はその方向のみ運転）
- 駅ナンバーは2020年9月より順次導入[103]。

| 駅ナンバー   | 駅名         | 駅間 営業キロ | 累計 営業キロ | 累計 営業キロ | 快速 通勤ライナー                                 | 快速 シティライナー                               | 接続路線・備考 | 所在地                                            | 所在地                                            | 所在地                                            |
| 駅ナンバー   | 駅名         | 駅間 営業キロ | 神戸 から     | 東京 から     | 快速 通勤ライナー                                 | 快速 シティライナー                               | 接続路線・備考 | 所在地                                            | 所在地                                            | 所在地                                            |
| ------------ | ------------ | ------------- | ------------- | ------------- | ------------------------------------------------- | ------------------------------------------------- | --- | ------------------------------------------------- | ------------------------------------------------- | ------------------------------------------------- |
| 直通運転区間 | 直通運転区間 | 直通運転区間  | 直通運転区間  | 直通運転区間  | 山陽本線（白市・三原方面）                        | 山陽本線（白市・三原方面）                        | 山陽本線（白市・三原方面） | 山陽本線（白市・三原方面）                        | 山陽本線（白市・三原方面）                        | 山陽本線（白市・三原方面）                        |
| JR-R01       | 広島駅 広    | -             | 304.7         | 894.2         | ●                                                 | ●                                                 | 西日本旅客鉄道： 山陽新幹線・ 山陽本線（白市方面:JR-G01）・ 呉線（JR-Y01）・ 芸備線（JR-P01） 広島電鉄： 本線 …広島駅停留場（M1） | 広島県                                            | 広島市                                            | 南区                                              |
| JR-R02       | 新白島駅 広  | 1.8           | 306.5         | 896.0         | ●                                                 | ｜                                                | 広島高速交通：広島新交通1号線（アストラムライン）                                                                                 | 広島県                                            | 広島市                                            | 中区                                              |
| JR-R03       | 横川駅 広    | 1.2           | 307.7         | 897.2         | ●                                                 | ●                                                 | 西日本旅客鉄道： 可部線（JR-B03） 広島電鉄： 横川線 …横川駅停留場（Y5）                                                           | 広島県                                            | 広島市                                            | 西区                                              |
| JR-R04       | 西広島駅 広  | 2.5           | 310.2         | 899.7         | ●                                                 | ｜                                                | 広島電鉄： 本線・宮島線 …広電西広島（己斐）駅（M19）                                                                              | 広島県                                            | 広島市                                            | 西区                                              |
| JR-R05       | 新井口駅 広  | 4.2           | 314.4         | 903.9         | ●                                                 | ｜                                                | 広島電鉄： 宮島線 …商工センター入口駅（M25）                                                                                      | 広島県                                            | 広島市                                            | 西区                                              |
| JR-R06       | 五日市駅 広  | 2.4           | 316.8         | 906.3         | ●                                                 | ●                                                 | 広島電鉄： 宮島線 …広電五日市駅（M28）                                                                                            | 広島県                                            | 広島市                                            | 佐伯区                                            |
| JR-R07       | 廿日市駅     | 3.4           | 320.2         | 909.7         | ↑                                                 | ｜                                                | 広島電鉄： 宮島線 …広電廿日市駅（M32）                                                                                            | 広島県                                            | 廿日市市                                          | 廿日市市                                          |
| JR-R08       | 宮内串戸駅   | 1.6           | 321.8         | 911.3         | ●                                                 | ｜                                                | 広島電鉄： 宮島線 …宮内駅（M34）                                                                                                  | 広島県                                            | 廿日市市                                          | 廿日市市                                          |
| JR-R09       | 阿品駅       | 3.0           | 324.8         | 914.3         | ↑                                                 | ｜                                                | 広島電鉄： 宮島線 …広電阿品駅（M38）                                                                                              | 広島県                                            | 廿日市市                                          | 廿日市市                                          |
| JR-R10       | 宮島口駅     | 1.7           | 326.5         | 916.0         | ●                                                 | ●                                                 | JR西日本宮島フェリー：宮島航路 広島電鉄： 宮島線 …広電宮島口駅（M39）                                                             | 広島県                                            | 廿日市市                                          | 廿日市市                                          |
| JR-R11       | 前空駅       | 1.8           | 328.3         | 917.8         | ↑                                                 | ｜                                                | | 広島県                                            | 廿日市市                                          | 廿日市市                                          |
| JR-R12       | 大野浦駅     | 3.1           | 331.4         | 920.9         | ↑                                                 | ●                                                 | | 広島県                                            | 廿日市市                                          | 廿日市市                                          |
| JR-R13       | 玖波駅       | 5.0           | 336.4         | 925.9         | ↑                                                 | ●                                                 | | 広島県                                            | 大竹市                                            | 大竹市                                            |
| JR-R14       | 大竹駅◆      | 4.4           | 340.8         | 930.3         | ●                                                 | ●                                                 | | 広島県                                            | 大竹市                                            | 大竹市                                            |
| JR-R15       | 和木駅       | 1.5           | 342.3         | 931.8         | ↑                                                 | ●                                                 | | 山口県                                            | 玖珂郡 和木町                                     | 玖珂郡 和木町                                     |
| JR-R16       | 岩国駅◆      | 3.8           | 346.1         | 935.6         | ●                                                 | ●                                                 | 西日本旅客鉄道：■山陽本線（柳井・徳山方面）・■岩徳線 錦川鉄道：錦川清流線                                                         | 山口県                                            | 岩国市                                            | 岩国市                                            |
| 直通運転区間 | 直通運転区間 | 直通運転区間  | 直通運転区間  | 直通運転区間  | ■山陽本線（柳井方面、徳山駅まで）（一部列車のみ） | ■山陽本線（柳井方面、徳山駅まで）（一部列車のみ） | ■山陽本線（柳井方面、徳山駅まで）（一部列車のみ）                                                                                 | ■山陽本線（柳井方面、徳山駅まで）（一部列車のみ） | ■山陽本線（柳井方面、徳山駅まで）（一部列車のみ） | ■山陽本線（柳井方面、徳山駅まで）（一部列車のみ） |

1. 1 2  呉線の正式な終点は山陽本線海田市駅だが、運転系統上は広島駅に乗り入れる
2. 1 2  可部線の正式な起点は山陽本線横川駅だが、運転系統上は広島駅に乗り入れる
3. ↑  錦川鉄道錦川清流線の起点は岩徳線川西駅だが、運転系統上は岩国駅へ乗り入れる

- 以下の駅以外は無人駅
- 直営駅（5駅）
  - 広島駅・横川駅・五日市駅・宮島口駅・岩国駅
- JR西日本中国交通サービスによる業務委託駅（6駅）
  - 新白島駅・西広島駅・新井口駅・廿日市駅・宮内串戸駅・大竹駅
- 簡易委託駅（1駅）
  - 和木駅

#### 岩国駅 - 下関駅間
- 定期普通列車はこの区間のすべての旅客駅に停車。
- この区間は全駅山口県に所在。
- この区間については、2020年9月時点で駅ナンバーや駅番号は岩国駅、下関駅（次節参照）を除いて導入されていない。

| 駅名・操車場名 | 駅間 営業キロ | 累計 営業キロ | 累計 営業キロ | 接続路線                                                                   | 所在地               |
| 駅名・操車場名 | 駅間 営業キロ | 神戸 から     | 東京 から     | 接続路線                                                                   | 所在地               |
| -------------- | ------------- | ------------- | ------------- | -------------------------------------------------------------------------- | -------------------- |
| 直通運転区間   | 直通運転区間  | 直通運転区間  | 直通運転区間  | 山陽本線（広島方面）                                                       | 山陽本線（広島方面） |
| 岩国駅◆        | -             | 346.1         | 935.6         | 西日本旅客鉄道： 山陽本線（広島方面:JR-R16）・■岩徳線 錦川鉄道：錦川清流線 | 岩国市               |
| 南岩国駅       | 4.6           | 350.7         | 940.2         |                                                                            | 岩国市               |
| 藤生駅         | 2.7           | 353.4         | 942.9         |                                                                            | 岩国市               |
| 通津駅         | 5.2           | 358.6         | 948.1         |                                                                            | 岩国市               |
| 由宇駅         | 3.0           | 361.6         | 951.1         |                                                                            | 岩国市               |
| 神代駅         | 5.2           | 366.8         | 956.3         |                                                                            | 岩国市               |
| 大畠駅         | 5.1           | 371.9         | 961.4         |                                                                            | 柳井市               |
| 柳井港駅       | 4.5           | 376.4         | 965.9         |                                                                            | 柳井市               |
| 柳井駅         | 2.8           | 379.2         | 968.7         |                                                                            | 柳井市               |
| 田布施駅       | 6.2           | 385.4         | 974.9         |                                                                            | 熊毛郡 田布施町      |
| 岩田駅         | 5.5           | 390.9         | 980.4         |                                                                            | 光市                 |
| 島田駅         | 5.0           | 395.9         | 985.4         |                                                                            | 光市                 |
| 光駅           | 4.8           | 400.7         | 990.2         |                                                                            | 光市                 |
| 下松駅◇        | 6.2           | 406.9         | 996.4         |                                                                            | 下松市               |
| 櫛ケ浜駅       | 4.6           | 411.5         | 1001.0        | 西日本旅客鉄道：■岩徳線                                                    | 周南市               |
| 徳山駅         | 3.4           | 414.9         | 1004.4        | 西日本旅客鉄道： 山陽新幹線                                                | 周南市               |
| 新南陽駅◆      | 4.1           | 419.0         | 1008.5        |                                                                            | 周南市               |
| 福川駅         | 2.9           | 421.9         | 1011.4        |                                                                            | 周南市               |
| 戸田駅         | 3.8           | 425.7         | 1015.2        |                                                                            | 周南市               |
| 富海駅         | 8.5           | 434.2         | 1023.7        |                                                                            | 防府市               |
| 防府駅         | 7.2           | 441.4         | 1030.9        |                                                                            | 防府市               |
| 大道駅         | 7.8           | 449.2         | 1038.7        |                                                                            | 防府市               |
| 四辻駅         | 4.8           | 454.0         | 1043.5        |                                                                            | 山口市               |
| 新山口駅       | 5.2           | 459.2         | 1048.7        | 西日本旅客鉄道： 山陽新幹線・■山口線・■宇部線                              | 山口市               |
| 嘉川駅         | 4.0           | 463.2         | 1052.7        |                                                                            | 山口市               |
| 本由良駅       | 4.5           | 467.7         | 1057.2        |                                                                            | 山口市               |
| 厚東駅         | 10.3          | 478.0         | 1067.5        |                                                                            | 宇部市               |
| 宇部駅◆        | 6.5           | 484.5         | 1074.0        | 西日本旅客鉄道：■宇部線                                                    | 宇部市               |
| 小野田駅       | 3.5           | 488.0         | 1077.5        | 西日本旅客鉄道：■小野田線                                                  | 山陽小野田市         |
| 厚狭駅◇        | 6.3           | 494.3         | 1083.8        | 西日本旅客鉄道： 山陽新幹線・■美祢線                                       | 山陽小野田市         |
| 埴生駅         | 8.3           | 502.6         | 1092.1        |                                                                            | 山陽小野田市         |
| 小月駅         | 6.2           | 508.8         | 1098.3        |                                                                            | 下関市               |
| 長府駅         | 6.2           | 515.0         | 1104.5        |                                                                            | 下関市               |
| 新下関駅◇      | 5.9           | 520.9         | 1110.4        | 西日本旅客鉄道： 山陽新幹線                                                | 下関市               |
| 幡生駅         | 3.7           | 524.6         | 1114.1        | 西日本旅客鉄道：■山陰本線                                                  | 下関市               |
| 幡生操車場     | 0.8           | 525.4         | 1114.9        |                                                                            | 下関市               |
| 下関駅◆        | 2.7           | 528.1         | 1117.6        | 九州旅客鉄道： 山陽本線（門司方面:JA53）                                   | 下関市               |

1. ↑  錦川鉄道錦川清流線の起点は岩徳線川西駅だが、運転系統上は岩国駅へ乗り入れる
2. ↑  岩徳線の正式な終点は山陽本線櫛ケ浜駅だが、運転系統上は徳山駅に乗り入れる
3. ↑  山陰本線の正式な終点は幡生駅だが、運転系統上は下関駅へ乗り入れる

- 以下の駅以外は無人駅
- 直営駅（8駅）
  - 岩国駅・徳山駅・防府駅・新山口駅・宇部駅・厚狭駅・新下関駅・下関駅
- 業務委託駅
  - JR西日本中国交通サービス（2駅）
    - 柳井駅・幡生駅
- 簡易委託駅（1駅）
  - 大道駅

### 九州旅客鉄道
便宜上、ほぼ全ての列車が直通する鹿児島本線小倉駅までをあわせて記載する。  
- 九：特定都区市内制度における「北九州市内」エリアの駅

| 電化方式     | 路線名       | 駅番号                                           | 駅名         | 駅間 営業キロ                                                | 累計 営業キロ                                                | 累計 営業キロ                                                | 累計 営業キロ | 接続路線                                                     | 所在地                                                       | 所在地                                                       |
| 電化方式     | 路線名       | 駅番号                                           | 駅名         | 駅間 営業キロ                                                | 下関 から                                                    | 神戸 から                                                    | 東京 から | 接続路線                                                     | 所在地                                                       | 所在地                                                       |
| ------------ | ------------ | ------------------------------------------------ | ------------ | ------------------------------------------------------------ | ------------------------------------------------------------ | ------------------------------------------------------------ | --- | ------------------------------------------------------------ | ------------------------------------------------------------ | ------------------------------------------------------------ |
| 直流         | 山陽本線     | JA53                                             | 下関駅◆      | -                                                            | 0.0                                                          | 528.1                                                        | 1117.6 | 西日本旅客鉄道：■山陽本線（徳山方面）・■山陰本線             | 山口県 下関市                                                | 山口県 下関市                                                |
| 直流         | 山陽本線     | （この間で関門トンネルを通り関門海峡を横断する） |              |                                                              |                                                              |                                                              | |                                                              |                                                              |                                                              |
| 交流         | 山陽本線     | JA52                                             | 門司駅 九    | 6.3                                                          | 6.3                                                          | 534.4                                                        | 1123.9 | 九州旅客鉄道： 鹿児島本線（門司港方面:JA29）                 | 福岡県 北九州市                                              | 門司区                                                       |
| 交流         | 鹿児島本線   | JA52                                             | 門司駅 九    | 6.3                                                          | 6.3                                                          | 534.4                                                        | 1123.9 | 九州旅客鉄道： 鹿児島本線（門司港方面:JA29）                 | 福岡県 北九州市                                              | 門司区                                                       |
| 交流         |              | （貨）北九州貨物ターミナル駅                     | 1.4          | 7.7                                                          | 535.8                                                        | 1125.3                                                       | | 小倉北区                                                     | 福岡県 北九州市                                              |                                                              |
| 交流         |              | （貨）東小倉駅                                   | 2.5          | 10.2                                                         | 538.3                                                        | 1127.8                                                       | | 小倉北区                                                     | 福岡県 北九州市                                              |                                                              |
| 交流         | JA51         | 小倉駅 九                                        | 1.6          | 11.8                                                         | 539.9                                                        | 1129.4                                                       | 九州旅客鉄道： 鹿児島本線（博多方面:JA28）・ 日豊本線（JF01）・ 日田彦山線（JI01） 西日本旅客鉄道： 山陽新幹線 北九州高速鉄道（北九州モノレール）：小倉線（01） | 小倉北区                                                     | 福岡県 北九州市                                              |                                                              |
| 直通運転区間 | 直通運転区間 | 直通運転区間                                     | 直通運転区間 | 門司駅より： 鹿児島本線小倉駅経由博多方面、 日豊本線行橋方面 | 門司駅より： 鹿児島本線小倉駅経由博多方面、 日豊本線行橋方面 | 門司駅より： 鹿児島本線小倉駅経由博多方面、 日豊本線行橋方面 | 門司駅より： 鹿児島本線小倉駅経由博多方面、 日豊本線行橋方面 | 門司駅より： 鹿児島本線小倉駅経由博多方面、 日豊本線行橋方面 | 門司駅より： 鹿児島本線小倉駅経由博多方面、 日豊本線行橋方面 | 門司駅より： 鹿児島本線小倉駅経由博多方面、 日豊本線行橋方面 |

1. ↑  山陰本線の正式な終点は幡生駅だが、運転系統上は下関駅へ乗り入れる
2. ↑  日田彦山線の正式な起点は日豊本線城野駅だが、運転系統上は全列車が小倉駅まで乗り入れる

### 廃止区間
( )内は起点からの営業キロ。
貨物支線：兵庫臨港線（1984年廃止）
兵庫駅 (0.0 km) - 新川駅 (1.5 km) - 神戸市場駅 (2.7 km)
新川駅 (0.0 km) - 兵庫港駅 (1.9 km)
貨物支線（1979年廃止）
姫路駅 (0.0 km) - 姫路市場駅 (1.5 km)
貨物支線（1942年廃止）
下関駅 (0.0 km) - 下関港駅 (1.3 km)

### 廃駅・廃止信号場
( )内は神戸駅起点の営業キロ。廃止区間や和田岬線のものを除く。
- 明石操車場：明石駅 - 西明石駅間 (22.4 km)
- 小久保信号場：西明石駅付近（約22.9 km）
- 魚住信号場：魚住駅付近 (29.0 km)
- 平岡信号場：東加古川駅 - 加古川駅間 (35.9 km)
- 林田川仮信号場：網干駅 - 竜野駅間 （約67.2 km）
- 西原信号場：相生駅 - 有年駅間 (78.9 km)
- 千種川仮信号場：有年駅 - 上郡駅間 （約88.2 km）
- 栗原信号場：上郡駅 - 三石駅間 （約94.0 km）
- 梨ヶ原信号場：上郡駅 - 三石駅間 (97.9 km)
- 谷村信号場：三石駅 - 吉永駅間 （約105.5 km）
- 金剛川仮信号場：吉永駅 - 和気駅間 （約112.5 km）
- 砂川仮信号場：瀬戸駅 - 上道駅間 （約129.6 km）
- 百間川仮信号場：高島駅 - 西川原駅間 (140.0 km)
- 中井信号場：現在の西川原駅付近 (140.6 km)
- 岡山操車場：岡山駅 - 西岡山駅間 (145.9 km)
- 高梁仮信号所：倉敷駅 - 西阿知駅間 （約162.5 km）
- 金浦仮信号場：笠岡駅 - 大門駅間 (188.7 km)
- 金浦信号場：笠岡駅 - 大門駅間 （約190.6 km）
- 山波信号場：東尾道駅 - 尾道駅間 (216.9 km)
- 木原信号場：尾道駅 - 三原駅間 (226.2 km)
- 荻路信号場：三原駅 - 本郷駅間 (238.3 km)
- 郷原信号場：本郷駅 - 河内駅間 (250.0 km)
- 入野信号場：河内駅 - 入野駅間 (259.3 km)
- 上瀬野信号場：八本松駅 - 瀬野駅間 (284.2 km)
- 阿品信号場：阿品駅付近 (324.7 km)

- 賀撫津信号場：宮島口駅 - 大野浦駅間 (328.2 km)
- 八坂信号場：大野浦駅 - 玖波駅間 (334.4 km)
- 小方信号場：玖波駅 - 大竹駅間 (338.6 km)
- 新港信号場：大竹駅 - 岩国駅間 (343.3 km)
- 川下信号場：岩国駅 - 南岩国駅間 (348.0 km) …在日米軍岩国基地専用線の分岐点。
- 尾津信号場：岩国駅 - 南岩国駅間 (349.4 km)
- 東原仮信号場：神代駅 - 大畠駅間 (368.7 km)
- 西原仮信号場：神代駅 - 大畠駅間 (369.1 km)
- 相地信号場：神代駅 - 大畠駅間 (369.2 km)
- 神代駅（初代）：現在の神代駅 - 大畠駅間 （約370.4 km）
- 立野信号場：岩田駅 - 島田駅間 (394.0 km)
- 田ノ浴信号場：戸田駅 - 富海駅間 (432.9 km)
- 防府貨物駅：富海駅 - 防府駅間（437.2 km）…末期はオフレールステーションのみの営業であったため、貨物駅から施設扱いに移行。
- 牟礼仮信号場：富海駅 - 防府駅間 (437.6 km)
- 佐波川信号場：防府駅 - 大道駅間 (445.7 km)
- 上清水信号場：本由良駅 - 厚東駅間 (472.7 km)
- 善和信号場：本由良駅 - 厚東駅間 (475.8 km)
- 炭山信号場：厚狭駅 - 埴生駅間 (498.9 km)
- 福田信号場：厚狭駅 - 埴生駅間 (499.5 km)
- 松屋信号場：埴生駅 - 小月駅間 (505.8 km)
- 滑石信号場：長府駅 - 新下関駅間 (517.0 km)
- 桜山信号場：幡生駅 - 下関駅間

### 過去の接続路線
- 網干駅：北沢産業網干鉄道
- 網干駅：播電鉄道
- 有年駅：赤穂鉄道
- 和気駅：同和鉱業片上鉄道線
- 東岡山駅：西大寺鉄道
- 笠岡駅：井笠鉄道本線
- 福山駅：鞆鉄道線
- 尾道駅：尾道鉄道
- 瀬野駅：スカイレールサービス広島短距離交通瀬野線
- 広島駅：宇品線
- 岩国駅：岩国電気軌道
- 防府駅：防石鉄道
- 新山口駅：大日本軌道山口支社線
- 宇部駅：船木鉄道
- 小月駅：長門鉄道
- 幡生駅：山陽電気軌道
- 下関駅：山陽電気軌道

## 平均通過人員
各年度の平均通過人員（人/日）は以下のとおりである。

### JR西日本全区間
| 年度                   | 平均通過人員（人/日） | 出典    |
| 年度                   | 神戸 - 下関など       | 出典    |
| ---------------------- | --------------------- | ------- |
| 2013年度（平成25年度） | 39,534                | [ 114 ] |
| 2014年度（平成26年度） | 39,173                | [ 115 ] |
| 2015年度（平成27年度） | 39,630                | [ 116 ] |
| 2016年度（平成28年度） | 39,560                | [ 117 ] |
| 2017年度（平成29年度） | 40,060                | [ 118 ] |
| 2018年度（平成30年度） | 39,871                | [ 119 ] |
| 2019年度（令和元年度） | 40,456                | [ 120 ] |
| 2020年度（令和02年度） | 30,058                | [ 121 ] |
| 2021年度（令和03年度） | 30,966                | [ 122 ] |
| 2022年度（令和04年度） | 34,585                | [ 123 ] |
| 2023年度（令和05年度） | 36,345                | [ 124 ] |

### 神戸駅 - 姫路駅間
| 年度                   | 平均通過人員（人/日） | 平均通過人員（人/日） | 出典    |
| 年度                   | 神戸 - 姫路           | 兵庫 - 和田岬         | 出典    |
| ---------------------- | --------------------- | --------------------- | ------- |
| 2013年度（平成25年度） | 200,832               | 200,832               | [ 114 ] |
| 2014年度（平成26年度） | 197,930               | 197,930               | [ 115 ] |
| 2015年度（平成27年度） | 201,488               | 201,488               | [ 116 ] |
| 2016年度（平成28年度） | 201,083               | 201,083               | [ 117 ] |
| 2017年度（平成29年度） | 202,464               | 202,464               | [ 118 ] |
| 2018年度（平成30年度） | 201,523               | 201,523               | [ 119 ] |
| 2019年度（令和元年度） | 200,095               | 200,095               | [ 120 ] |
| 2020年度（令和02年度） | 158,383               | 8,749                 | [ 121 ] |
| 2021年度（令和03年度） | 164,831               | 8,061                 | [ 122 ] |
| 2022年度（令和04年度） | 180,310               | 7,953                 | [ 123 ] |
| 2023年度（令和05年度） | 187,842               | 8,189                 | [ 124 ] |

### 姫路駅 - 白市駅間
| 年度                   | 平均通過人員（人/日） | 平均通過人員（人/日） | 平均通過人員（人/日） | 平均通過人員（人/日） | 平均通過人員（人/日） | 平均通過人員（人/日） | 出典    |
| 年度                   | 姫路 - 上郡           | 上郡 - 瀬戸           | 瀬戸 - 岡山           | 岡山 - 福山           | 福山 - 糸崎           | 糸崎 - 白市           | 出典    |
| ---------------------- | --------------------- | --------------------- | --------------------- | --------------------- | --------------------- | --------------------- | ------- |
| 2013年度（平成25年度） | 25,493                | 13,919                | 13,919                | 36,417                | 14,967                | 9,523                 | [ 114 ] |
| 2014年度（平成26年度） | 25,279                | 13,997                | 13,997                | 36,447                | 14,940                | 9,607                 | [ 115 ] |
| 2015年度（平成27年度） | 25,283                | 13,561                | 13,561                | 36,967                | 14,971                | 9,431                 | [ 116 ] |
| 2016年度（平成28年度） | 25,005                | 13,185                | 13,185                | 35,930                | 17,288                | 9,316                 | [ 117 ] |
| 2017年度（平成29年度） | 26,060                | 14,083                | 14,083                | 36,343                | 17,428                | 9,443                 | [ 118 ] |
| 2018年度（平成30年度） | 26,559                | 14,924                | 14,924                | 36,641                | 16,952                | 8,700                 | [ 119 ] |
| 2019年度（令和元年度） | 27,256                | 15,844                | 15,844                | 37,171                | 18,118                | 10,053                | [ 120 ] |
| 2020年度（令和02年度） | 19,130                | 5,602                 | 24,636                | 26,905                | 13,009                | 7,042                 | [ 121 ] |
| 2021年度（令和03年度） | 20,838                | 6,182                 | 25,192                | 27,453                | 12,884                | 7,140                 | [ 122 ] |
| 2022年度（令和04年度） | 23,924                | 7,681                 | 28,471                | 31,201                | 15,374                | 8,674                 | [ 123 ] |
| 2023年度（令和05年度） | 24,558                | 8,302                 | 30,088                | 33,106                | 16,118                | 9,290                 | [ 124 ] |

### 白市駅 - 岩国駅間
| 年度                   | 平均通過人員（人/日） | 平均通過人員（人/日） | 出典    |
| 年度                   | 白市 - 広島           | 広島 - 岩国           | 出典    |
| ---------------------- | --------------------- | --------------------- | ------- |
| 2013年度（平成25年度） | 43,254                | 41,476                | [ 114 ] |
| 2014年度（平成26年度） | 43,002                | 41,292                | [ 115 ] |
| 2015年度（平成27年度） | 43,460                | 42,133                | [ 116 ] |
| 2016年度（平成28年度） | 43,249                | 42,707                | [ 117 ] |
| 2017年度（平成29年度） | 43,840                | 43,322                | [ 118 ] |
| 2018年度（平成30年度） | 41,549                | 42,860                | [ 119 ] |
| 2019年度（令和元年度） | 44,145                | 43,228                | [ 120 ] |
| 2020年度（令和02年度） | 33,773                | 31,742                | [ 121 ] |
| 2021年度（令和03年度） | 33,459                | 31,621                | [ 122 ] |
| 2022年度（令和04年度） | 37,323                | 35,952                | [ 123 ] |
| 2023年度（令和05年度） | 39,611                | 38,947                | [ 124 ] |

### 岩国駅 - 下関駅間
| 年度                   | 平均通過人員（人/日） | 平均通過人員（人/日） | 出典    |
| 年度                   | 岩国 - 新山口         | 新山口 - 下関         | 出典    |
| ---------------------- | --------------------- | --------------------- | ------- |
| 2013年度（平成25年度） | 10,132                | 7,523                 | [ 114 ] |
| 2014年度（平成26年度） | 10,082                | 7,482                 | [ 115 ] |
| 2015年度（平成27年度） | 9,977                 | 7,371                 | [ 116 ] |
| 2016年度（平成28年度） | 9,488                 | 7,977                 | [ 117 ] |
| 2017年度（平成29年度） | 9,629                 | 8,073                 | [ 118 ] |
| 2018年度（平成30年度） | 9,696                 | 8,337                 | [ 119 ] |
| 2019年度（令和元年度） | 8,442                 | 8,628                 | [ 120 ] |
| 2020年度（令和02年度） | 6,195                 | 6,068                 | [ 121 ] |
| 2021年度（令和03年度） | 6,241                 | 6,371                 | [ 122 ] |
| 2022年度（令和04年度） | 7,202                 | 7,389                 | [ 123 ] |
| 2023年度（令和05年度） | 7,721                 | 7,694                 | [ 124 ] |

### 下関駅 - 門司駅間
| 年度                   | 平均通過人員（人/日） | 出典    |
| 年度                   | 下関 - 門司           | 出典    |
| ---------------------- | --------------------- | ------- |
| 2016年度（平成28年度） | 18,506                | [ 125 ] |
| 2017年度（平成29年度） | 18,795                | [ 126 ] |
| 2018年度（平成30年度） | 18,961                | [ 127 ] |
| 2019年度（令和元年度） | 19,049                | [ 128 ] |
| 2020年度（令和02年度） | 12,328                | [ 129 ] |
| 2021年度（令和03年度） | 13,639                | [ 130 ] |
| 2022年度（令和04年度） | 15,250                | [ 131 ] |

## 新駅設置計画
姫路駅 - 英賀保駅間にある手柄山平和公園（姫路市西延末）近くに新駅を設置する計画がある。2021年1月14日にはJR西日本が近畿運輸局に駅設置の認可申請を行った。手柄山平和公園には1974年まで姫路市交通局モノレール線が運行されており、同モノレール以来の鉄道によるアクセス手段となる。2026年春に開業する予定で、2025年8月に駅名が手柄山平和公園駅と決定した。
また、玖波駅 - 大竹駅間の小方地区に新駅を設置する構想がある。
他には、山陽本線の五日市駅 - 廿日市駅間の広島市佐伯区三筋付近に「御筋駅」、西広島駅 - 新井口駅間の西区古江地区に「JR古江駅」、安芸中野駅 - 海田市駅間の海田町畝付近に「畝駅」（駅名はいずれも仮称）を新設する構想が2006年に出されたが、いずれも実現に向けた動きは無く、構想にとどまっている。

## 連続立体交差事業
広島市南区・安芸区、府中町、海田町を通過する山陽本線海田市駅 - 向洋駅間を含む山陽本線4.6km間及び呉線1.7km間について連続立体交差事業が計画されている。1993年（平成5年）に事業採択され、1999年（平成11年）に都市計画決定、2002年（平成14年）に事業認可が行われ、用地買収に着手したが、その後数度の事業計画変更が行われ、現在工事中。
- 2013年（平成25年）：広島市の財政状況を勘案し、向洋駅周辺の約2km区間を先行実施し、残りの区間は先行実施区間完成後に改めて検討する。
- 2017年（平成29年）：海田市駅付近のコスト縮減のため、連続立体交差区間を向洋駅周辺の「I期区間」と海田市駅付近の「II期区間」に分割し、海田市駅付近の重層高架（2階が山陽本線、3階が呉線とする計画だった）を取りやめ、中間で立体交差構造とせず、引地踏切は除却しない。
- 2018年（平成30年）：引地踏切のある広島市安芸区船越地区の住民が反対したため、「I期区間」と「II期区間」の境界を的場川西踏切に変更し、同踏切を廃止。呉線のオーバーパス構造の関係で海田市駅の重層高架構造を復活。